# Missões diplomáticas no Brasil
Esta página lista as missões diplomáticas residentes no Brasil. Atualmente, Brasília tem 133 embaixadas. Outros 59 países têm embaixadores creditados para o Brasil, mas a maioria destes reside em Washington, Buenos Aires ou então em Havana. Consulados honorários e vice-consulados estão excluídos desta lista.

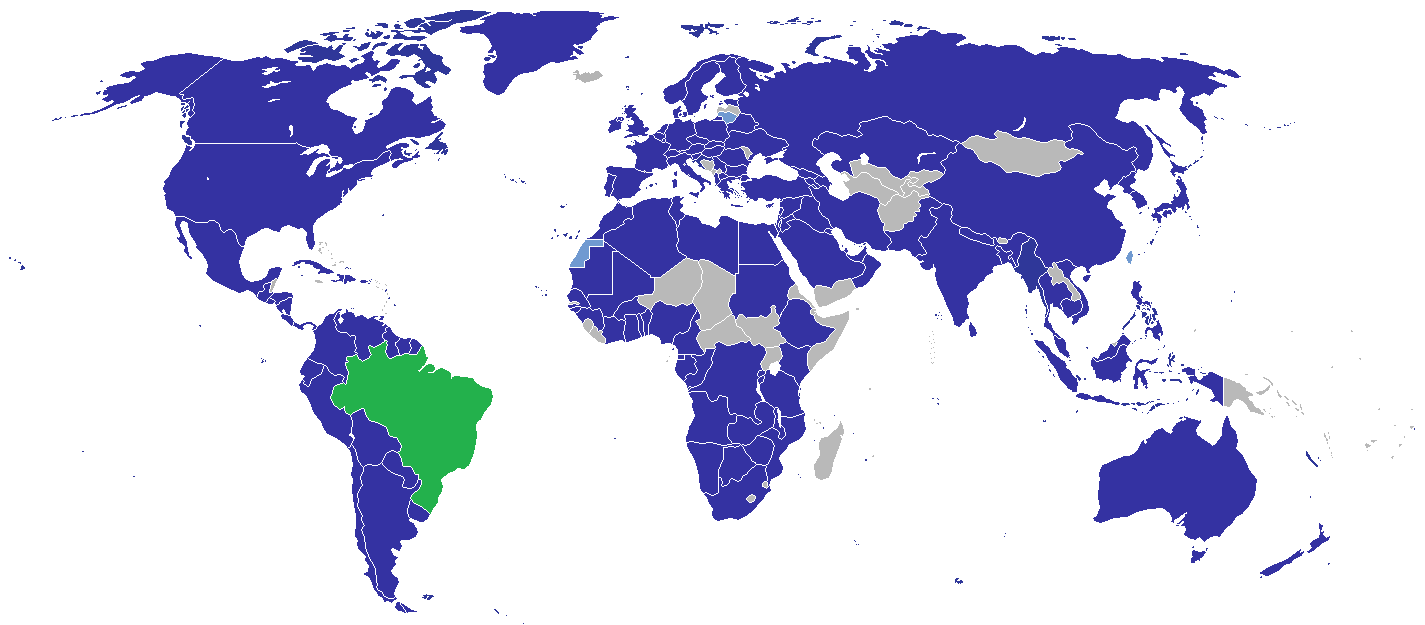
Missões diplomáticas no Brasil.

## Embaixadas

### Brasília
- África do Sul
- Albânia
- Alemanha
- Angola
- Arábia Saudita
- Argélia
- Argentina
- Armênia
- Austrália
- Áustria
- Azerbaijão
- Bahrein
- Bangladesh
- Barbados
- Bielorrússia
- Benim
- Bélgica
- Bolívia
- Botswana
- Bulgária
- Burquina Fasso
- Burundi
- Cabo Verde
- Camarões
- Camboja[1]
- Canadá
- Catar
- Cazaquistão
- Chéquia
- Chile
- China
- Chipre
- Colômbia
- Coreia do Norte
- Coreia do Sul
- Costa do Marfim
- Costa Rica
- Croácia
- Cuba
- Dinamarca
- Emirados Árabes Unidos
- Equador
- Egito
- El Salvador
- Eslováquia
- Eslovênia
- Espanha
- Estados Unidos
- Etiópia
- Filipinas
- Finlândia
- França
- Gabão
- Gana
- Geórgia
- Grécia
- Guatemala
- Guiné
- Guiné-Bissau
- Guiné Equatorial
- Guiana
- Haiti
- Honduras
- Hungria
- Índia
- Indonésia
- Irão
- Iraque
- Irlanda
- Israel
- Itália
- Japão
- Jordânia
- Kuwait
- Líbano
- Líbia
- Luxemburgo
- Macedônia do Norte
- Malásia
- Malawi
- Mali
- Malta
- Marrocos
- Mauritânia
- México
- Moçambique
- Mongólia
- Myanmar
- Namíbia
- Nepal
- Nigéria
- Noruega
- Nova Zelândia
- Omã
- Ordem Soberana e Militar de Malta
- Países Baixos
- Palestina
- Panamá
- Paquistão
- Paraguai
- Peru
- Polônia
- Portugal
- Quênia
- Reino Unido
- República Democrática do Congo
- República do Congo
- República Dominicana
- Roménia
- Rússia
- Ruanda[2]
- Santa Sé
- Senegal
- Sérvia
- Singapura
- Síria
- Sri Lanka
- Sudão
- Suriname
- Suécia
- Suíça
- Tailândia
- Tanzânia
- Timor-Leste
- Togo
- Trinidad e Tobago
- Tunísia
- Turquia
- Ucrânia
- Uruguai
- Venezuela
- Vietname
- Zâmbia
- Zimbabwe

## Missões
- Saara Ocidental  (Missão)
- Taiwan (Escritório Econômico e Cultural de Taipei)
- União Europeia (Delegação)

## Galeria

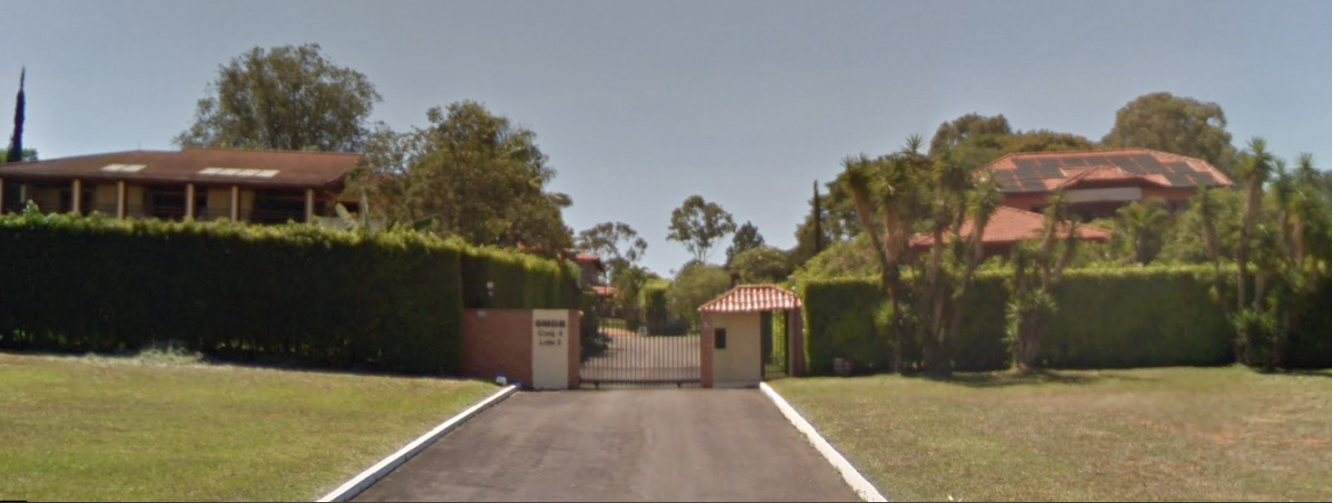
Embaixada da Albânia
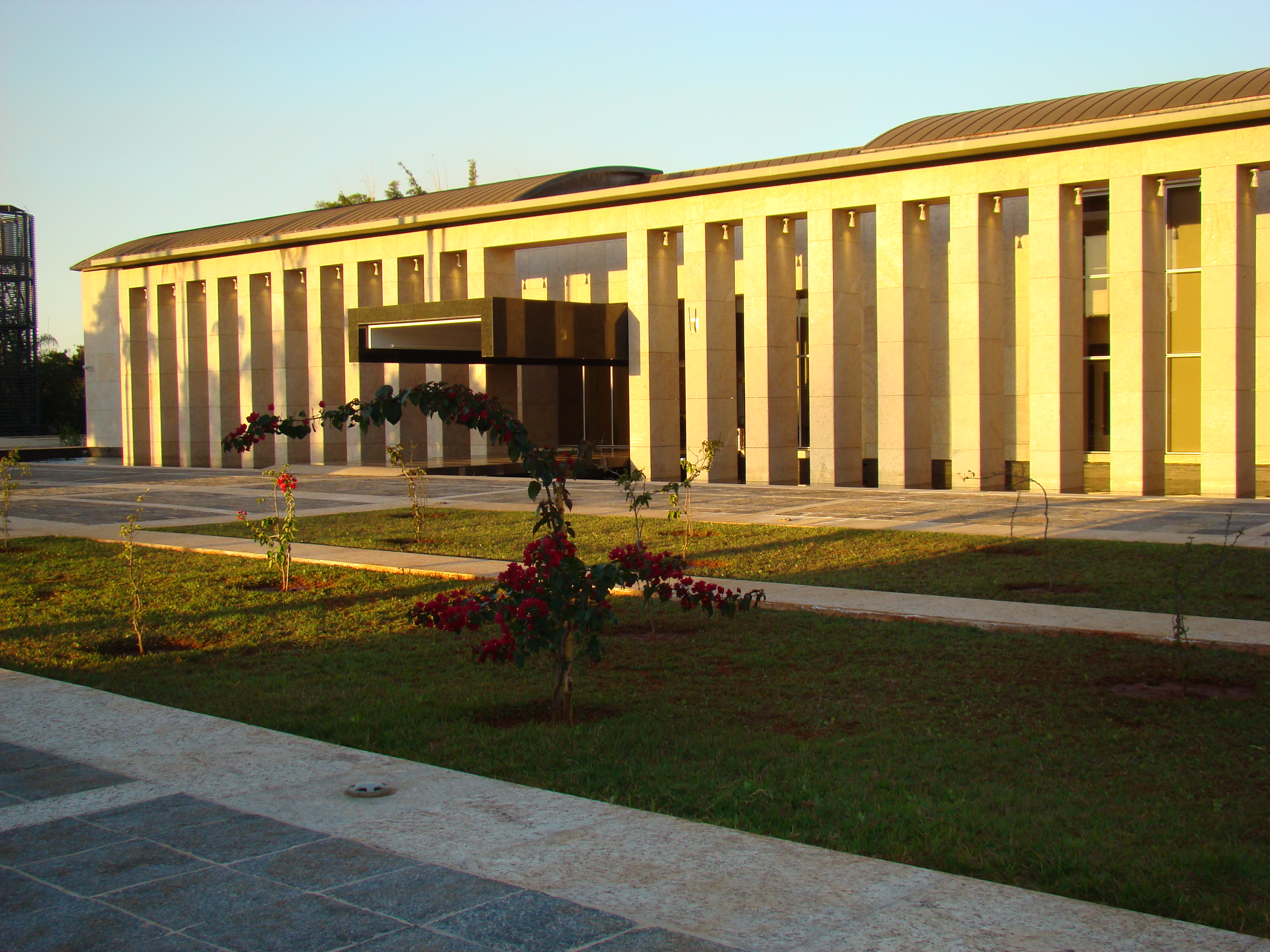
Embaixada da Argentina
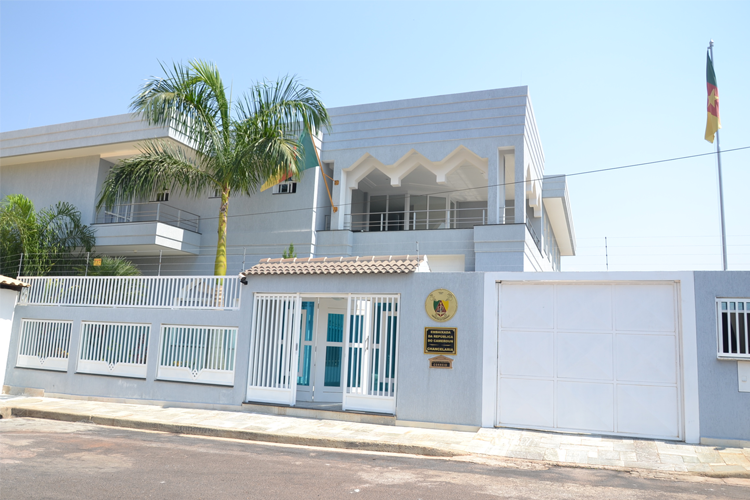
Embaixada dos Camarões
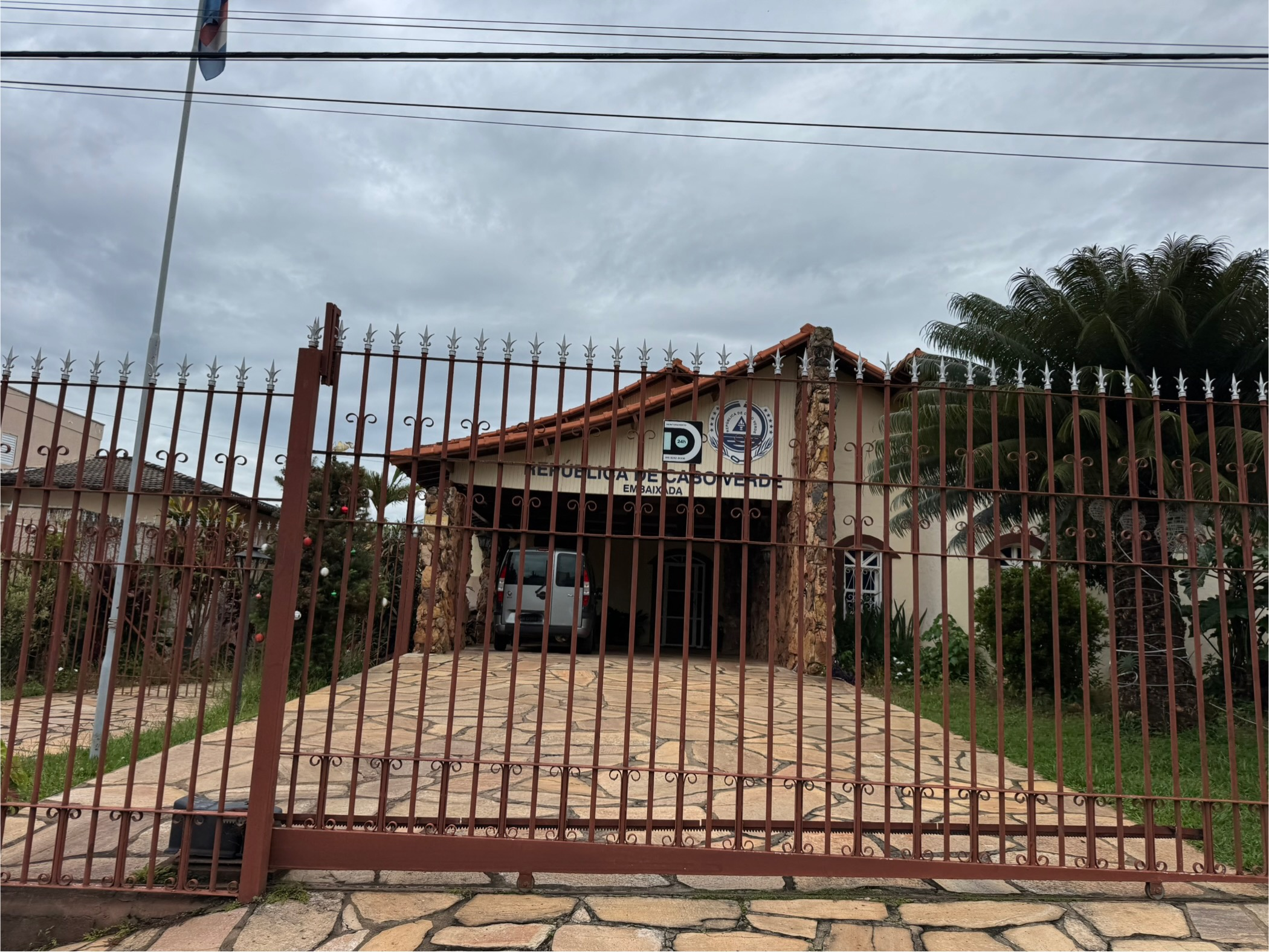
Embaixada de Cabo Verde
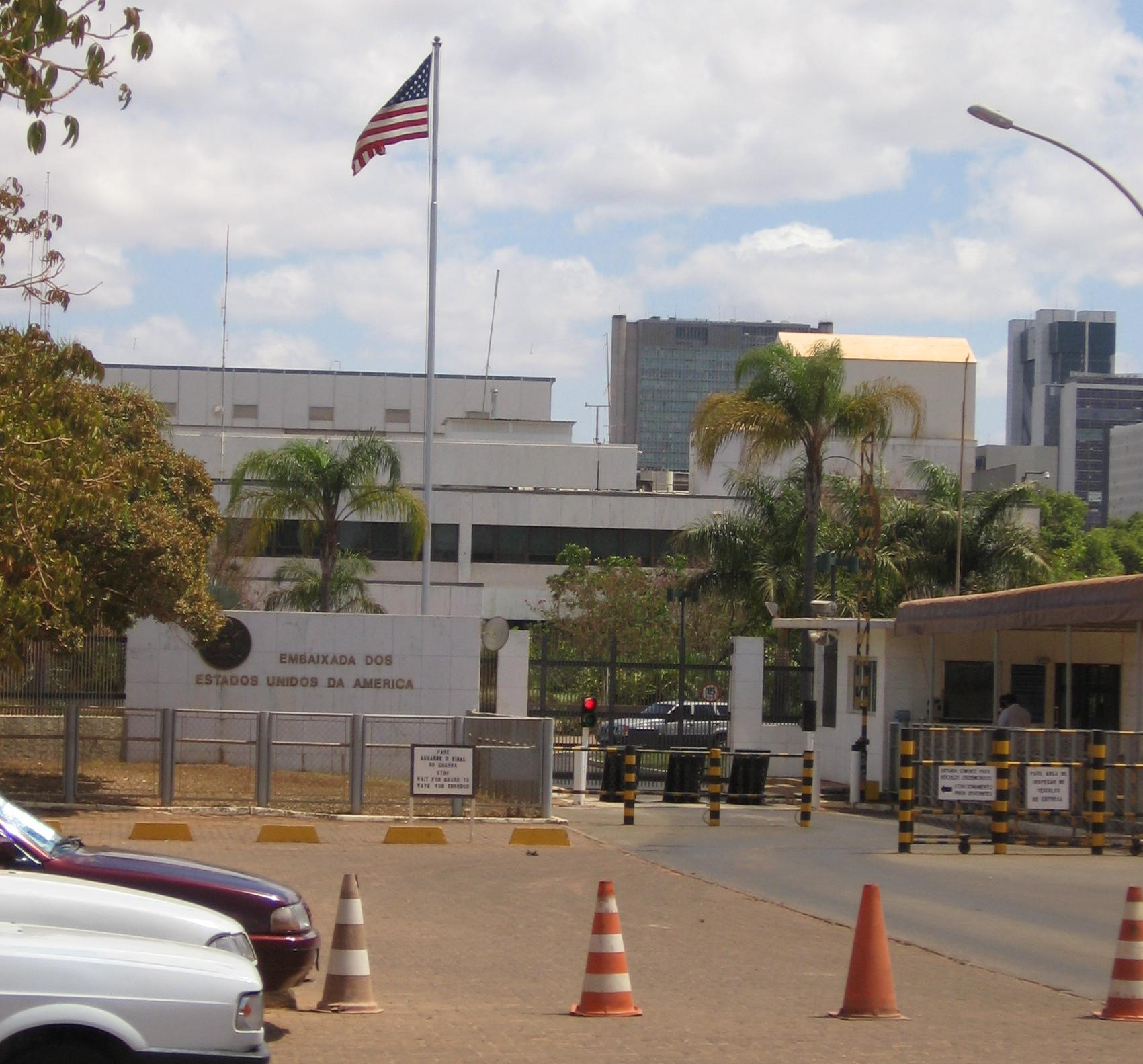
Embaixada dos Estados Unidos
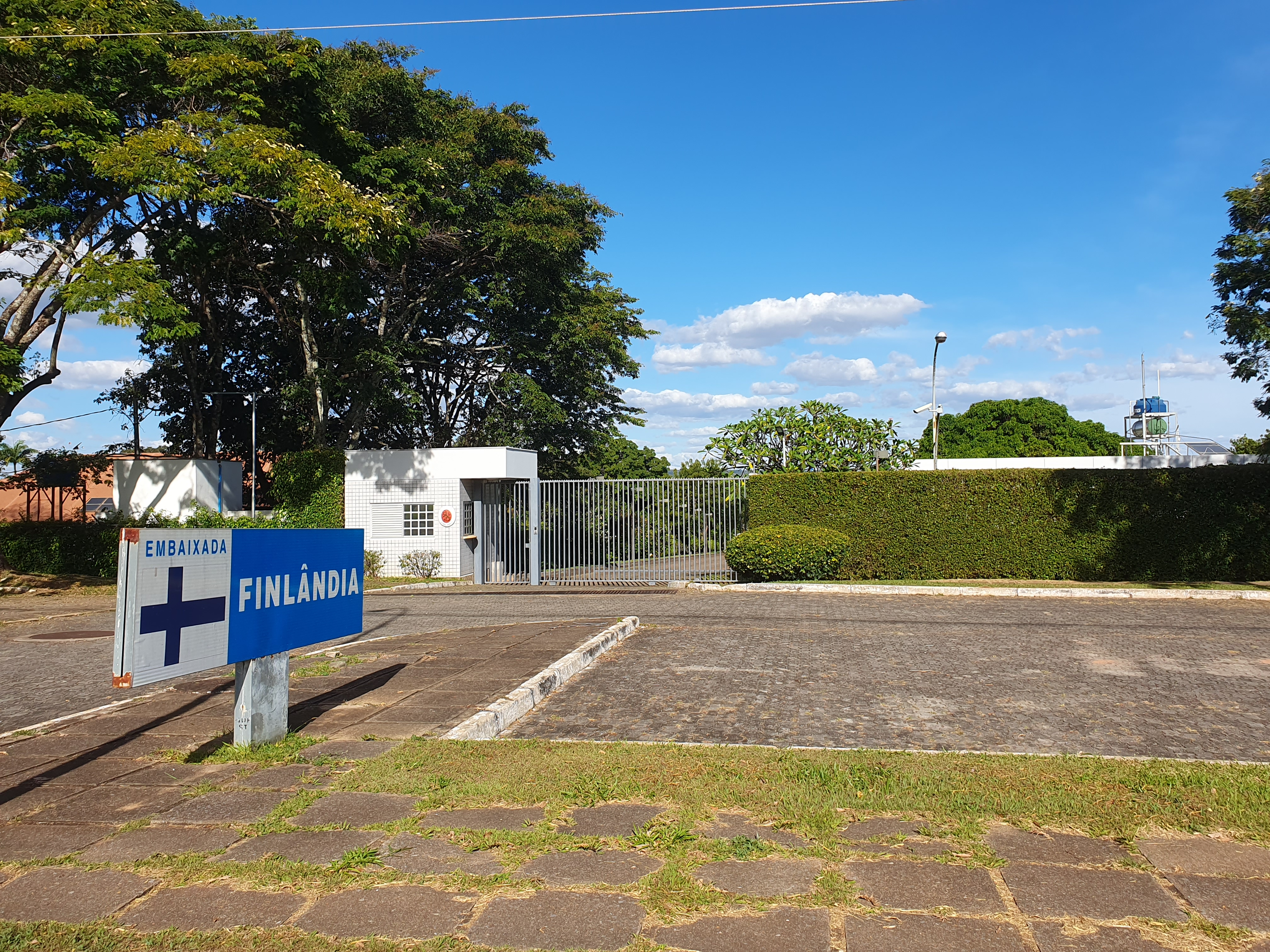
Embaixada da Finlândia
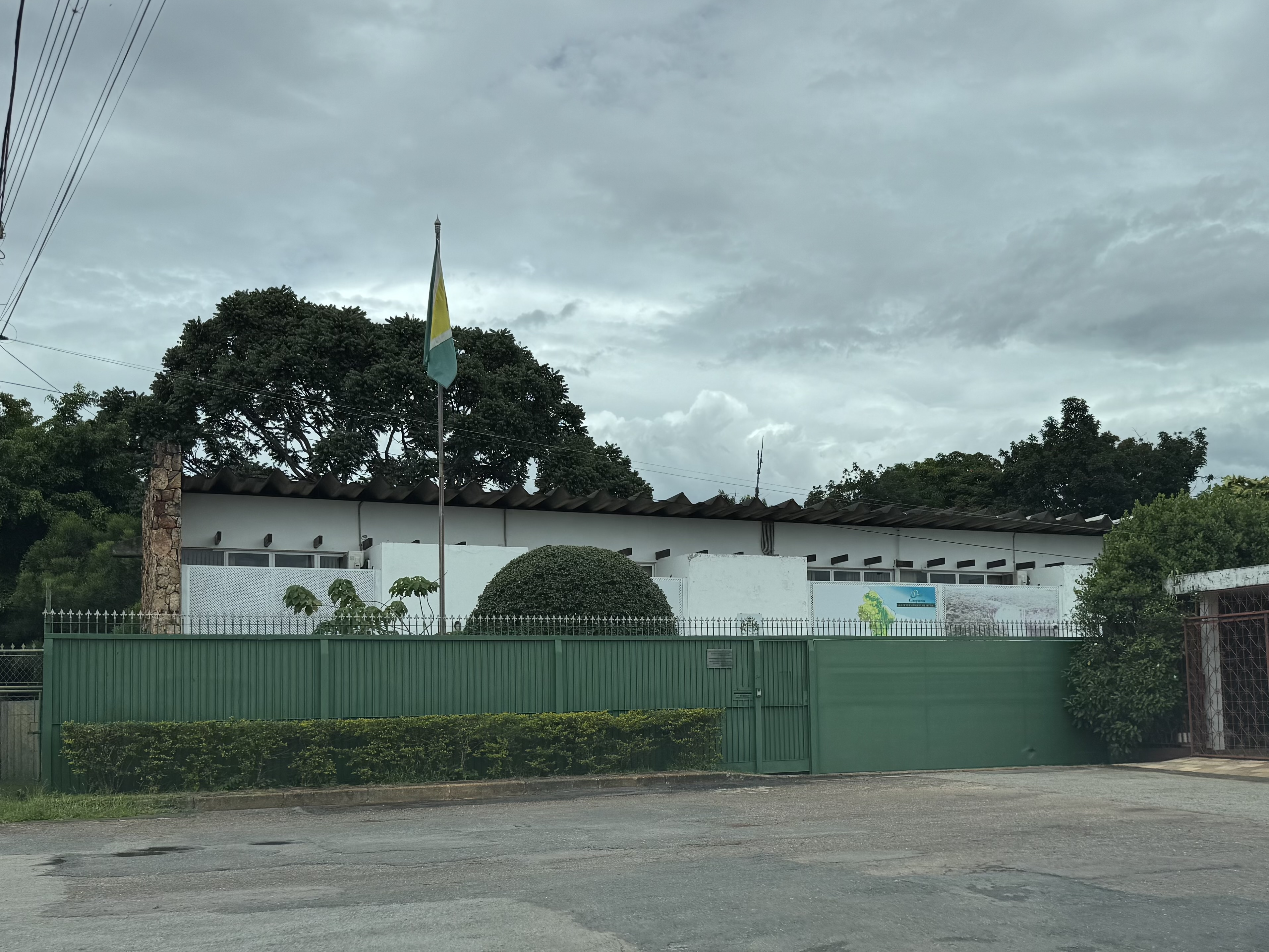
Embaixada da Guiana
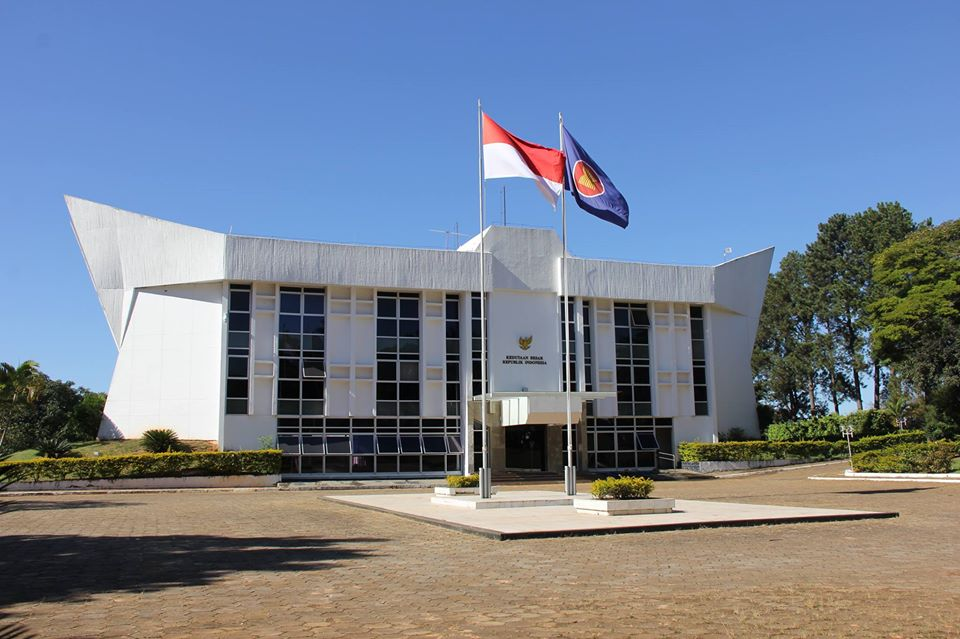
Embaixada da Indonésia
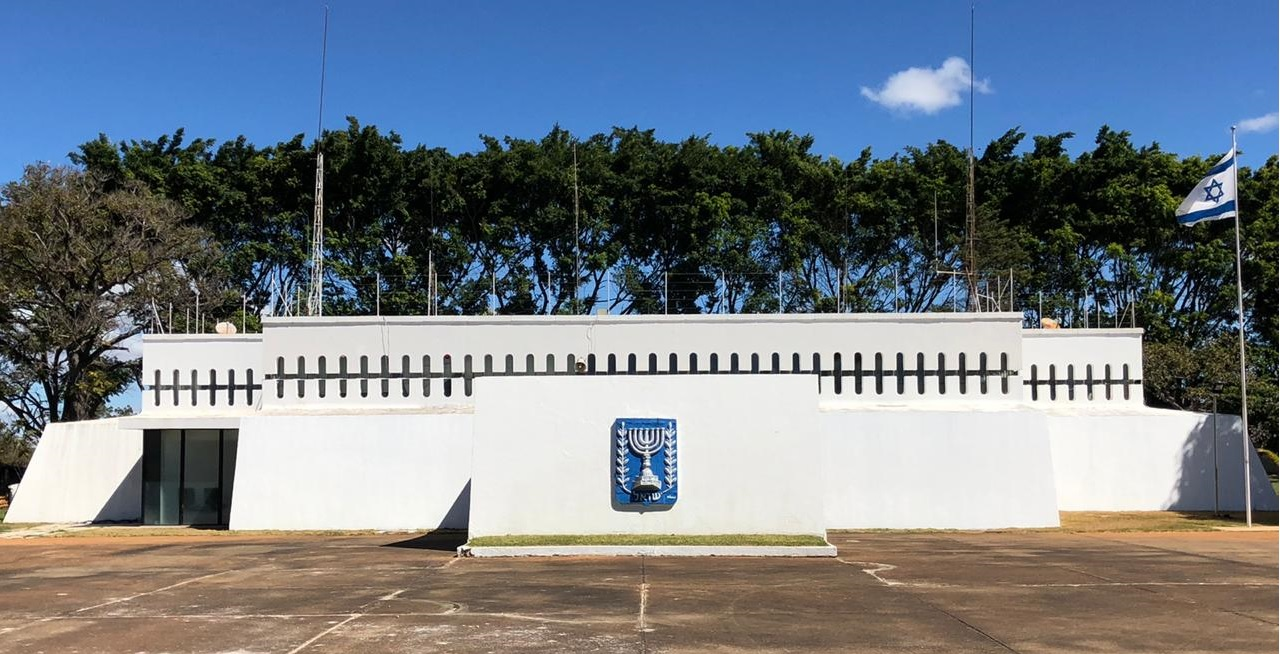
Embaixada de Israel
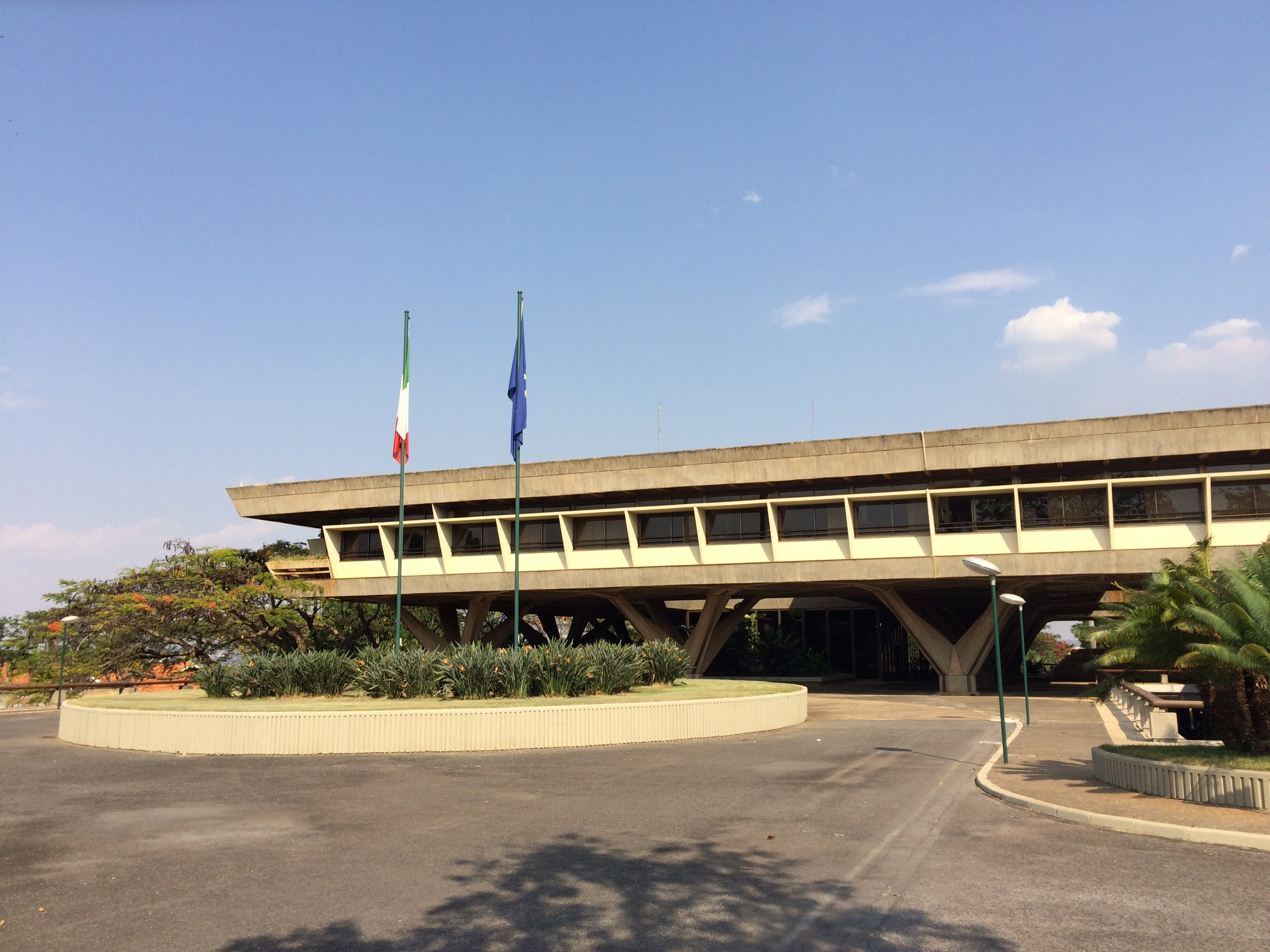
Embaixada da Itália
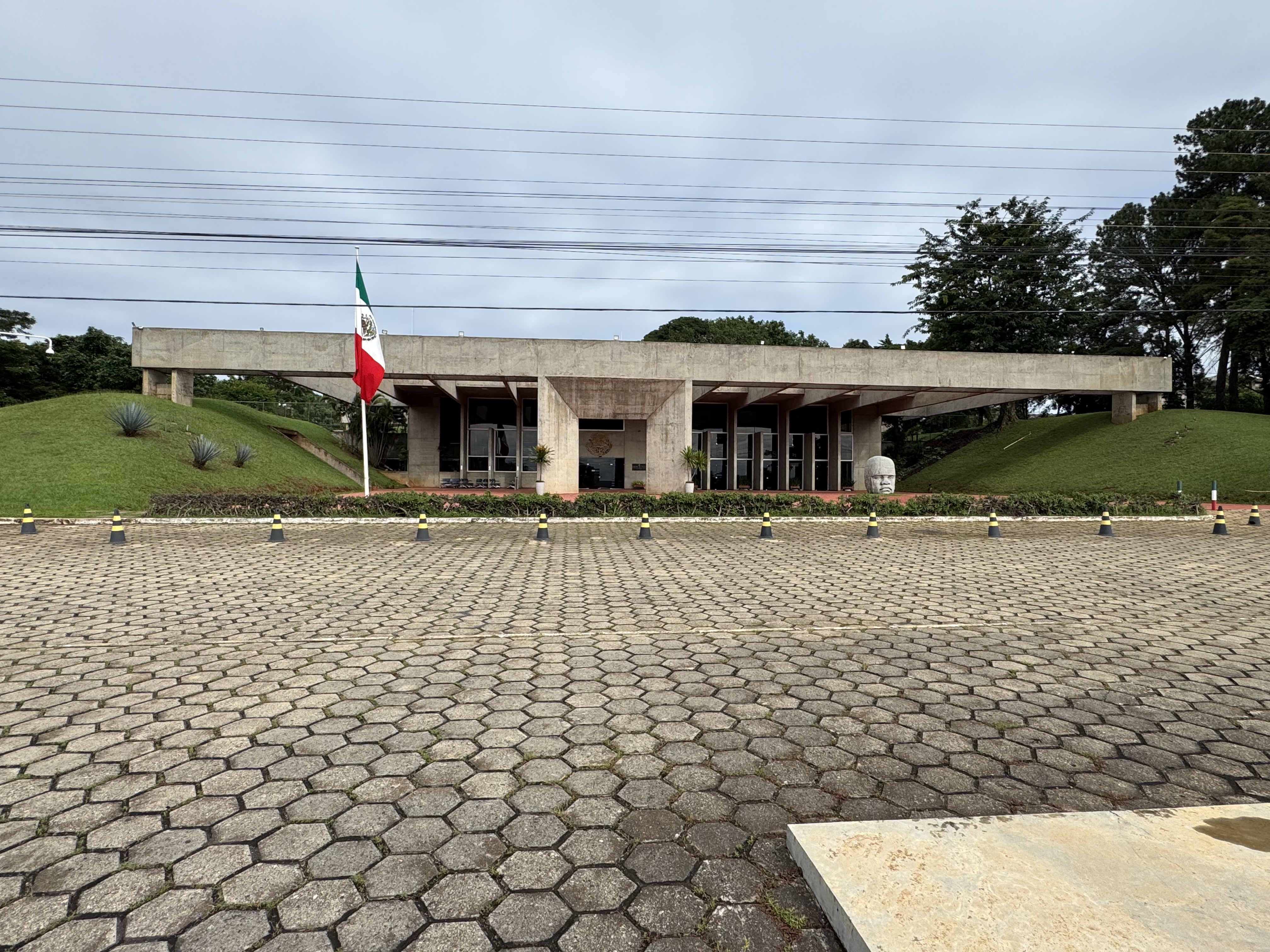
Embaixada do México
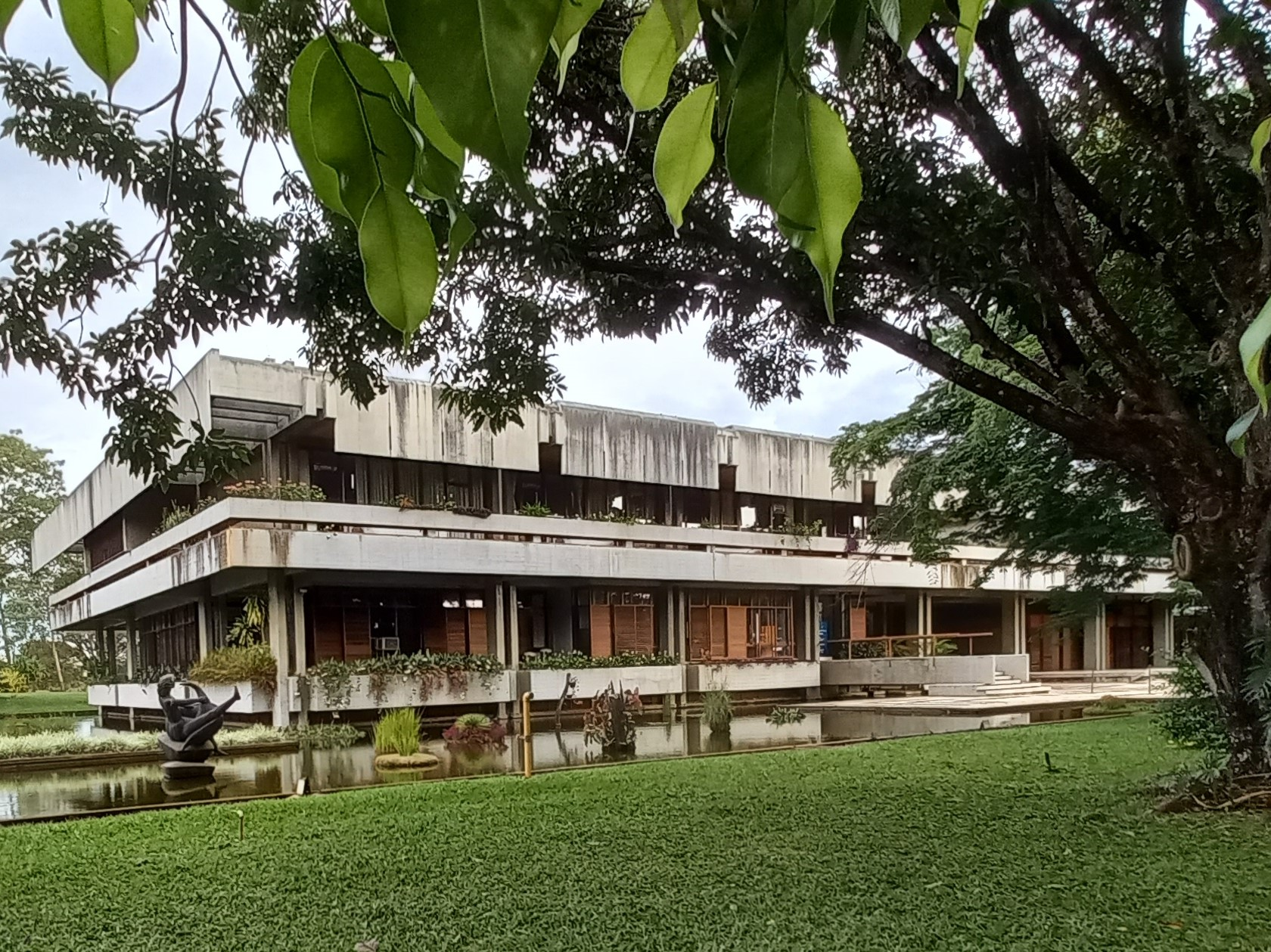
Embaixada de Portugal
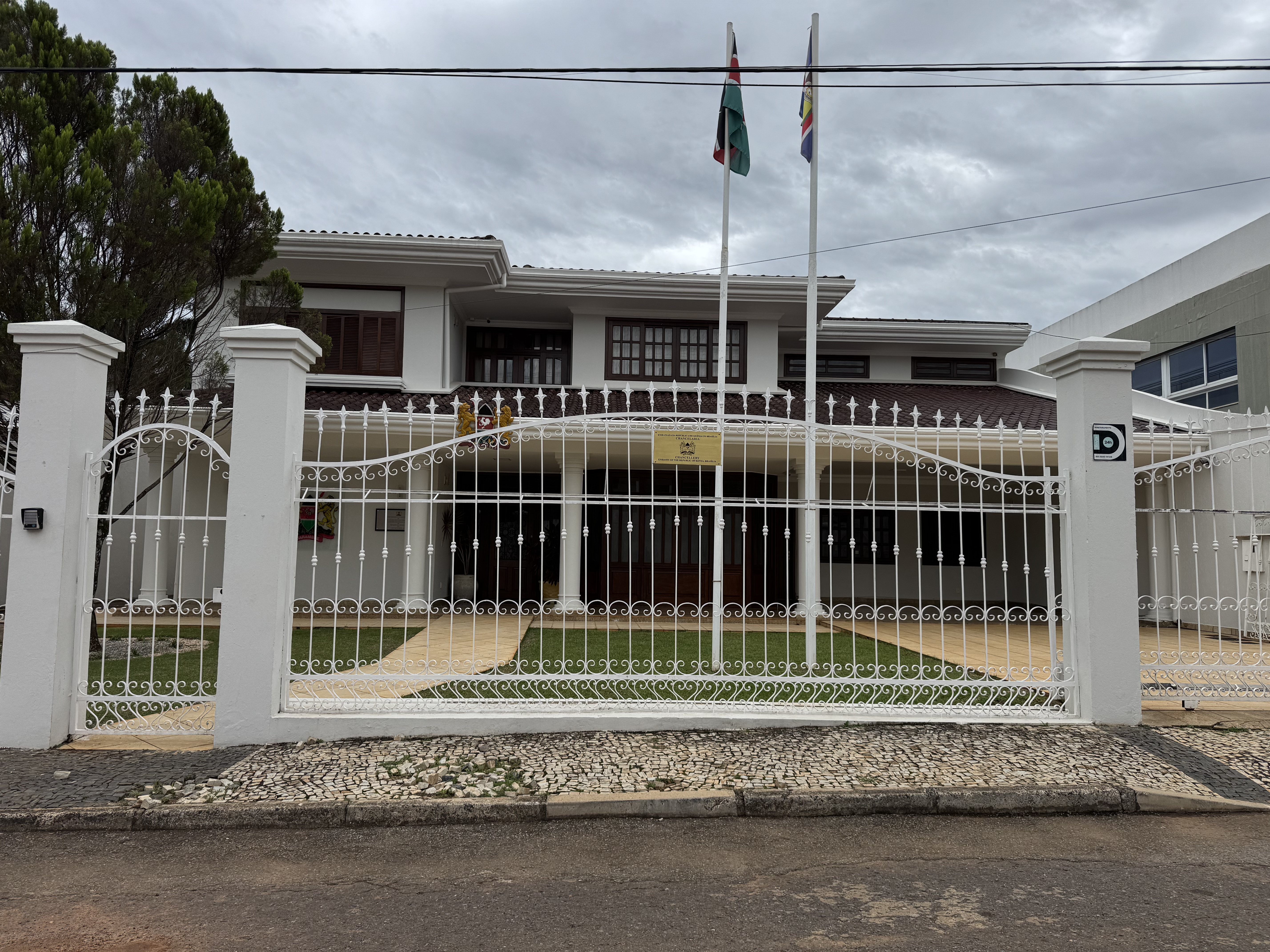
Embaixada do Quênia
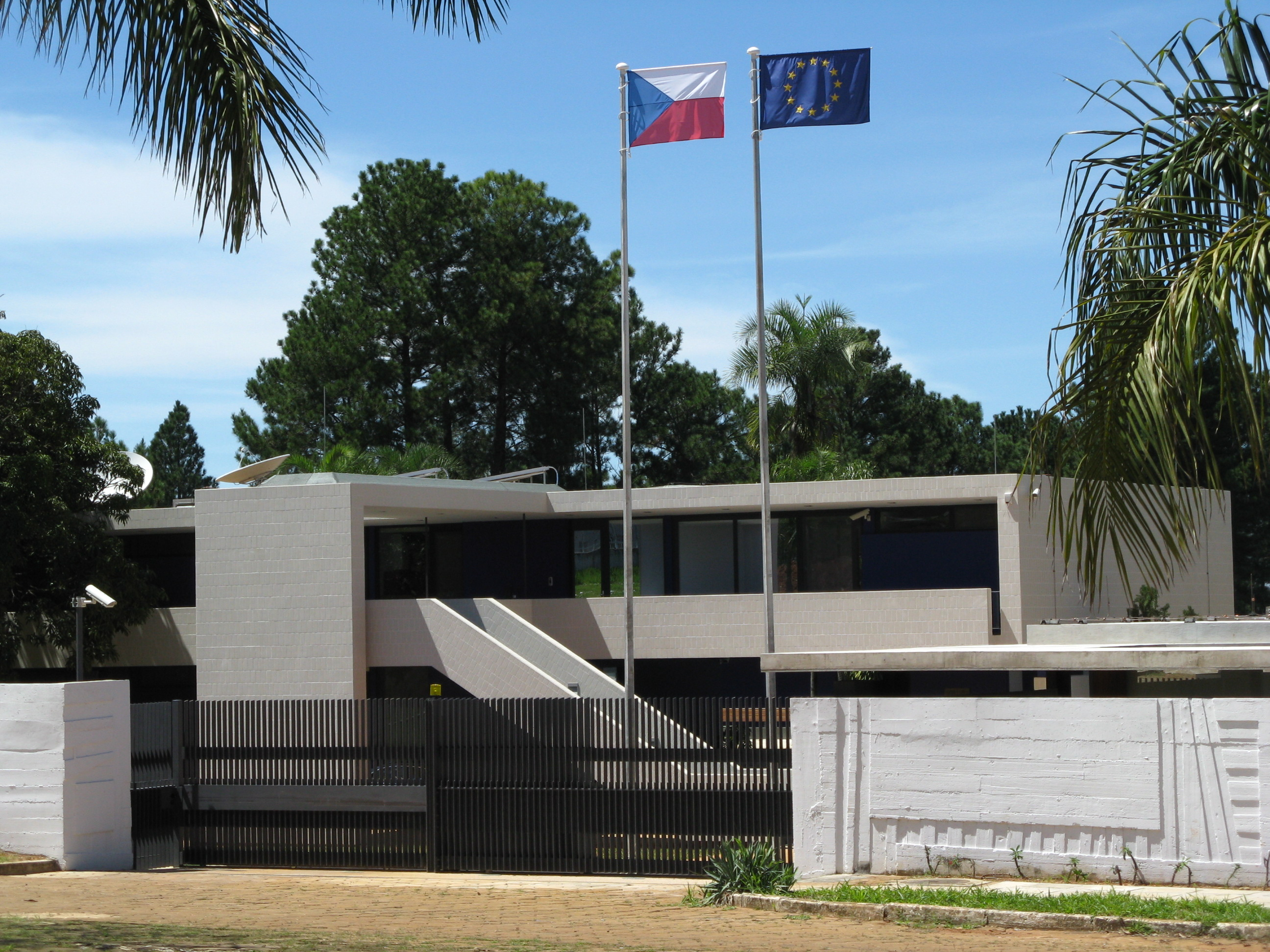
Embaixada da República Checa
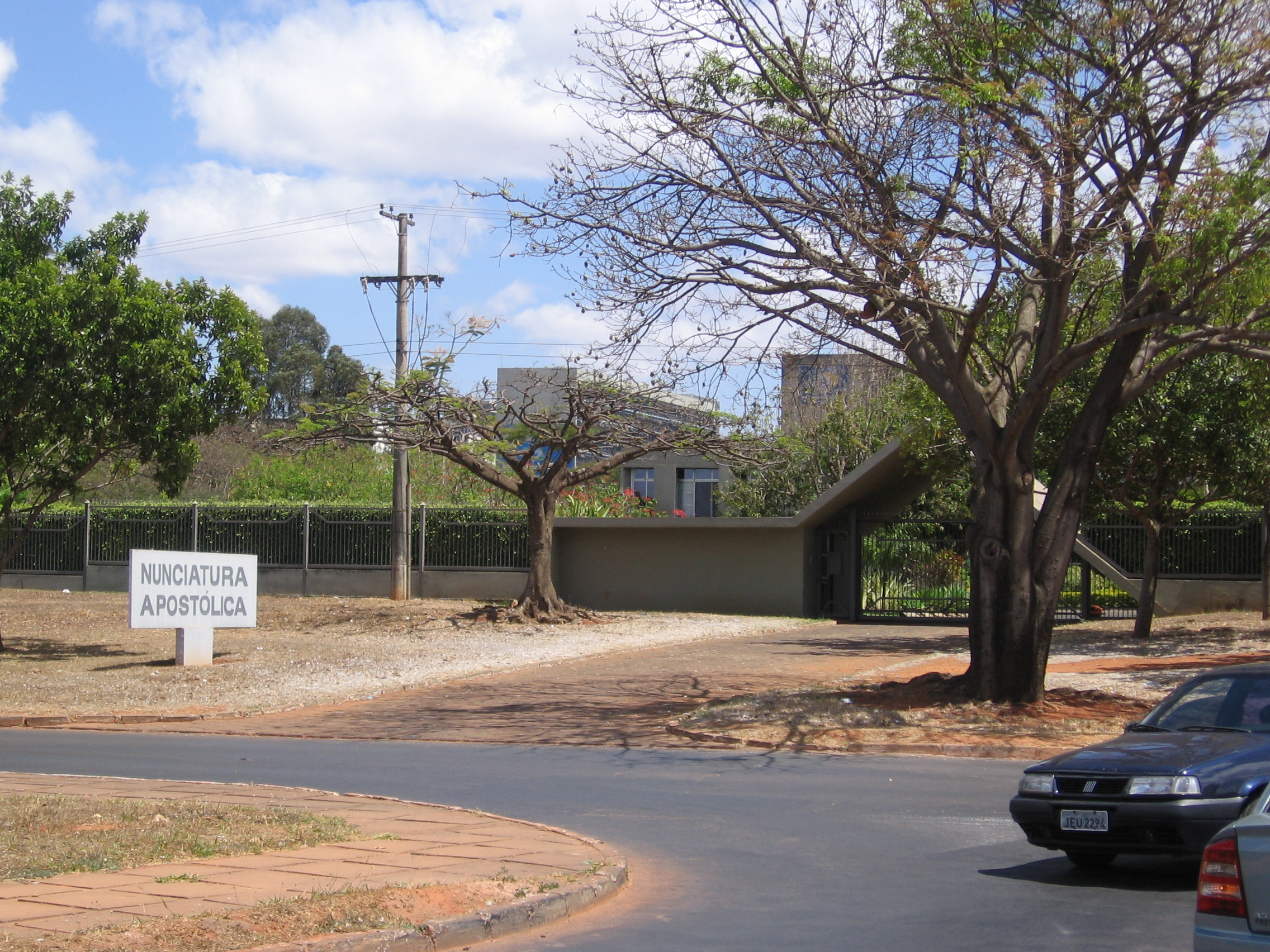
Nunciatura Apostólica (Santa Sé)

## Consulados-gerais e consulados
Exclusive consulados honorários:
Bagé
- Uruguai

Belém
- Japão
- Portugal
- Suriname

Belo Horizonte
- Argentina
- Canadá
- Estados Unidos (Filial da Embaixada)
- Itália
- Portugal
- Reino Unido
- Uruguai

Boa Vista
- Guiana

Cáceres, Mato Grosso
- Bolívia

Chuí
- Uruguai

Corumbá, Mato Grosso do Sul
- Bolívia

Curitiba
- Argentina
- Itália
- Japão
- Paraguai
- Polônia
- Portugal
- Uruguai

Epitaciolândia
- Bolívia

Florianópolis
- Argentina
- Uruguai

Fortaleza
- Portugal

Foz do Iguaçu, Paraná
- Argentina
- Paraguai

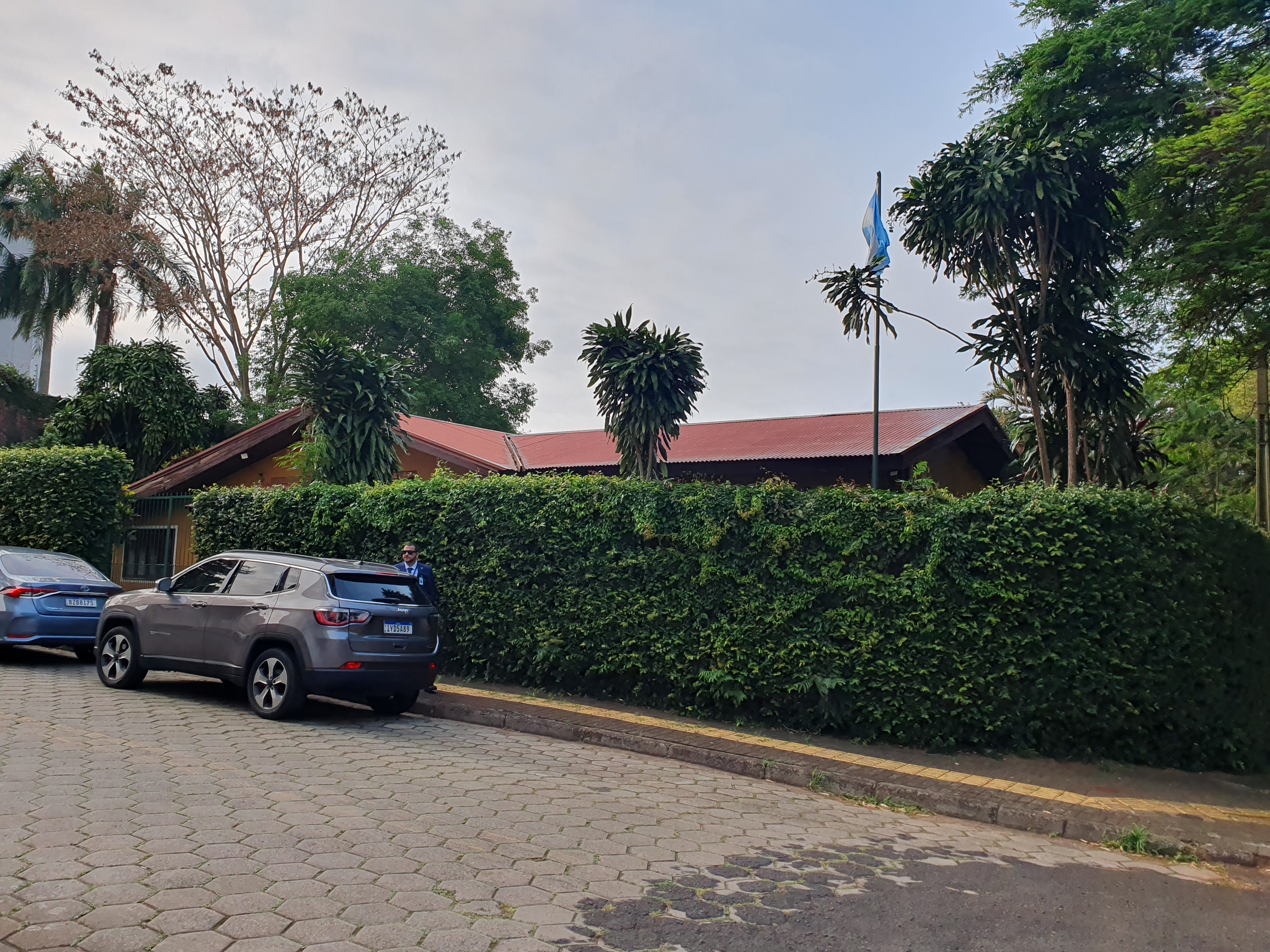
Consulado da Argentina
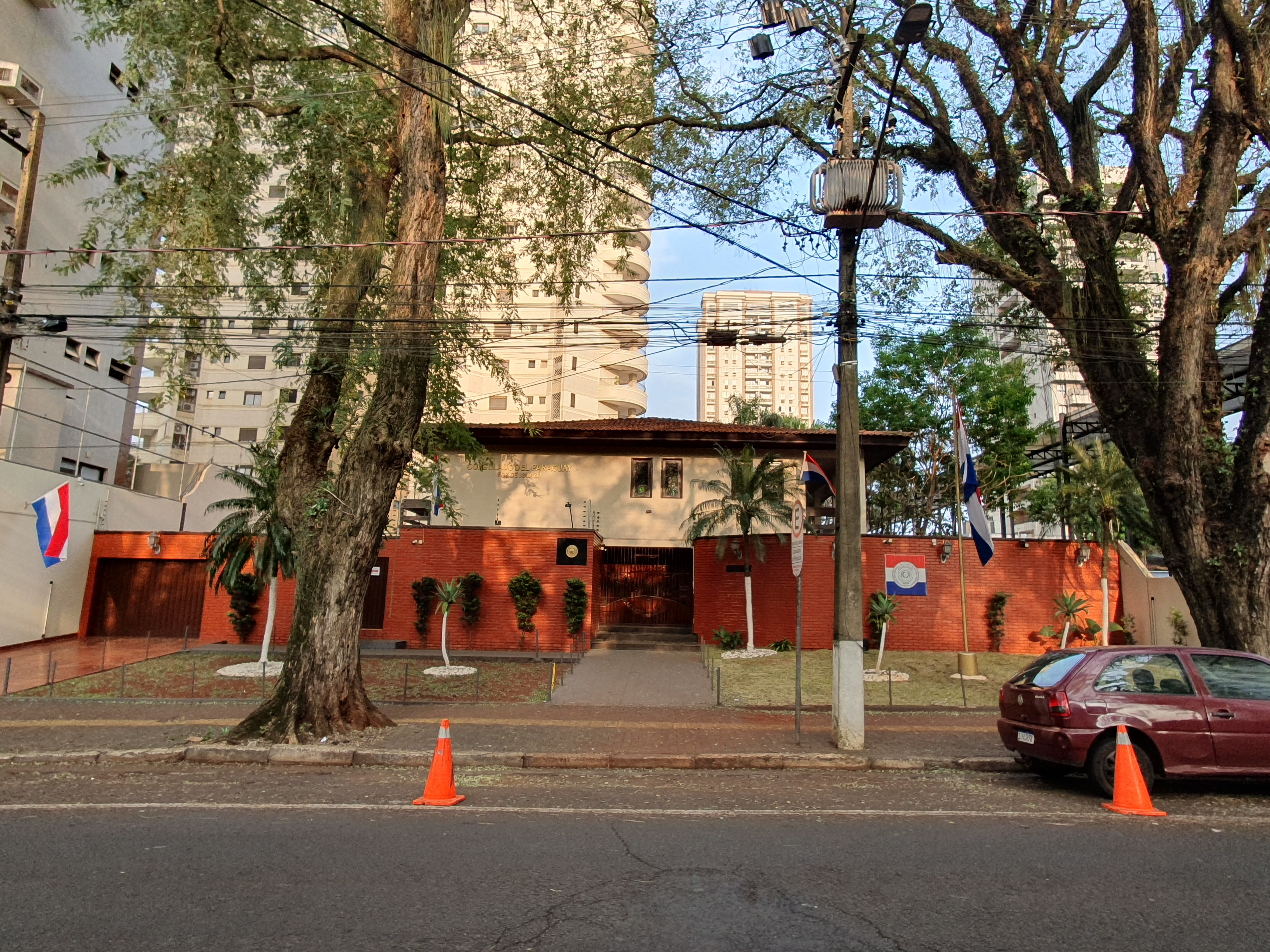
Consulado-Geral do Paraguai

Guaíra, Paraná
- Paraguai

Guajará-Mirim, Rondônia
- Bolívia

Jaguarão
- Uruguai

Manaus
- Colômbia
- Japão
- Peru

Ponta Porã, Mato Grosso do Sul
- Paraguai

Porto Alegre
- Alemanha
- Argentina
- Chile
- Espanha
- Estados Unidos
- Itália
- Japão
- Portugal
- Uruguai

Porto Murtinho
- Paraguai

Quaraí
- Uruguai

Recife
- Alemanha
- Argentina
- China
- Estados Unidos
- França
- Itália
- Japão
- Portugal
- Reino Unido

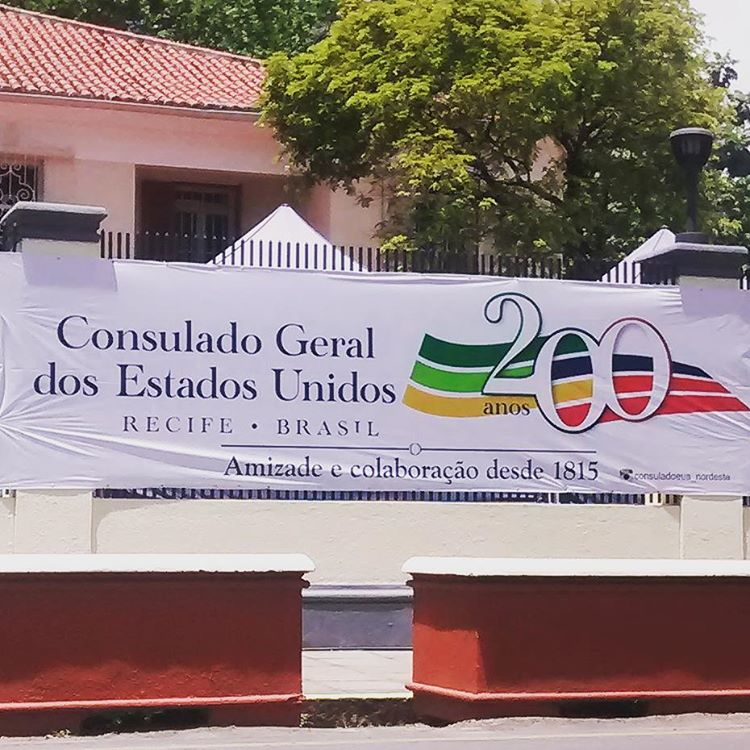
Consulado-Geral dos Estados Unidos

Rio de Janeiro
- Alemanha
- Angola
- Argentina
- Bélgica
- Bolívia
- Canadá
- Chile
- China
- Egito
- Espanha
- Estados Unidos
- França
- Itália
- Japão
- Líbano
- México
- Noruega
- Países Baixos
- Panamá
- Paraguai
- Peru
- Portugal
- Reino Unido
- República Dominicana
- Roménia
- Rússia
- Suíça
- Uruguai

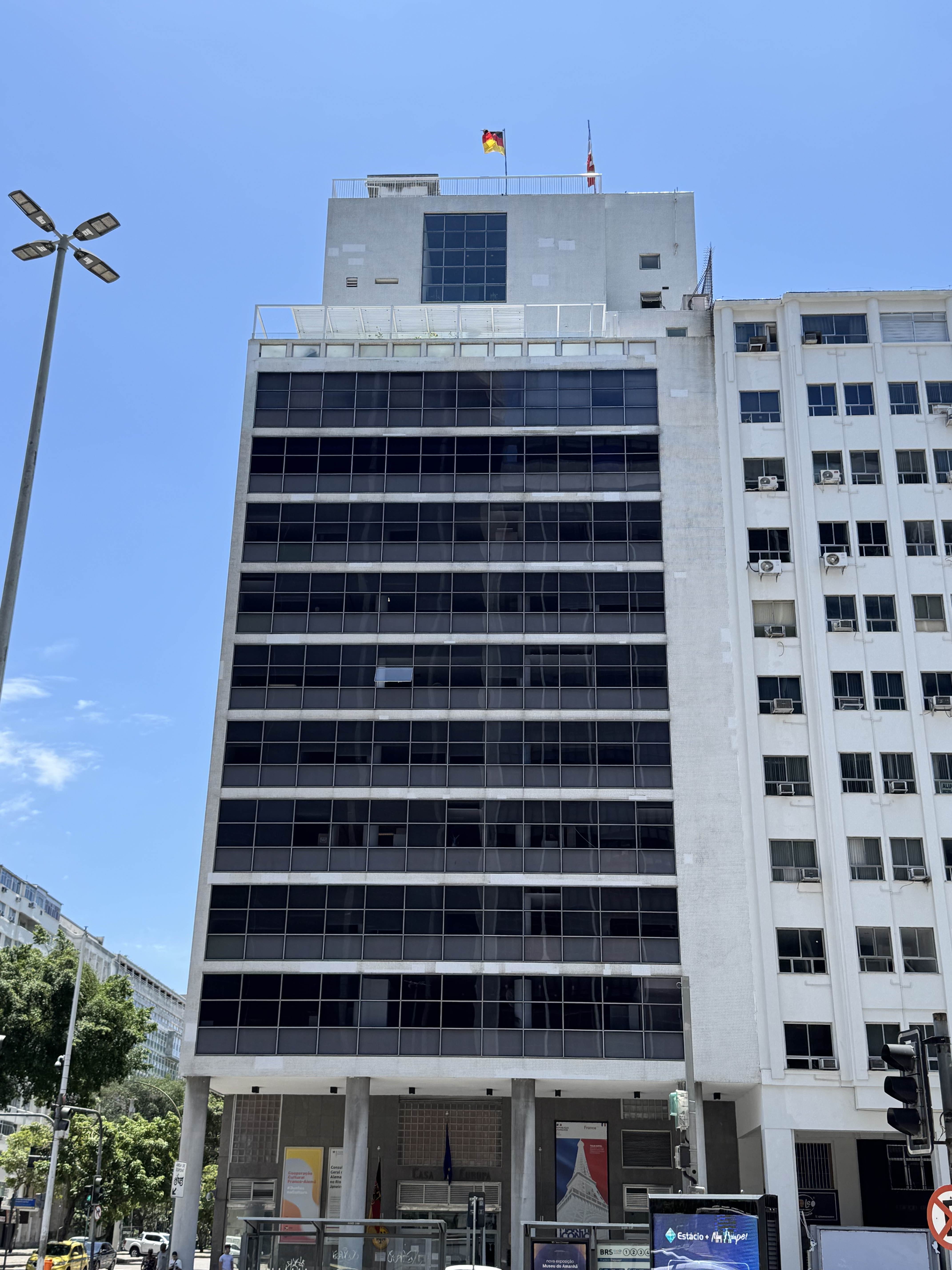
Consulados-Gerais da Alemanha e da França
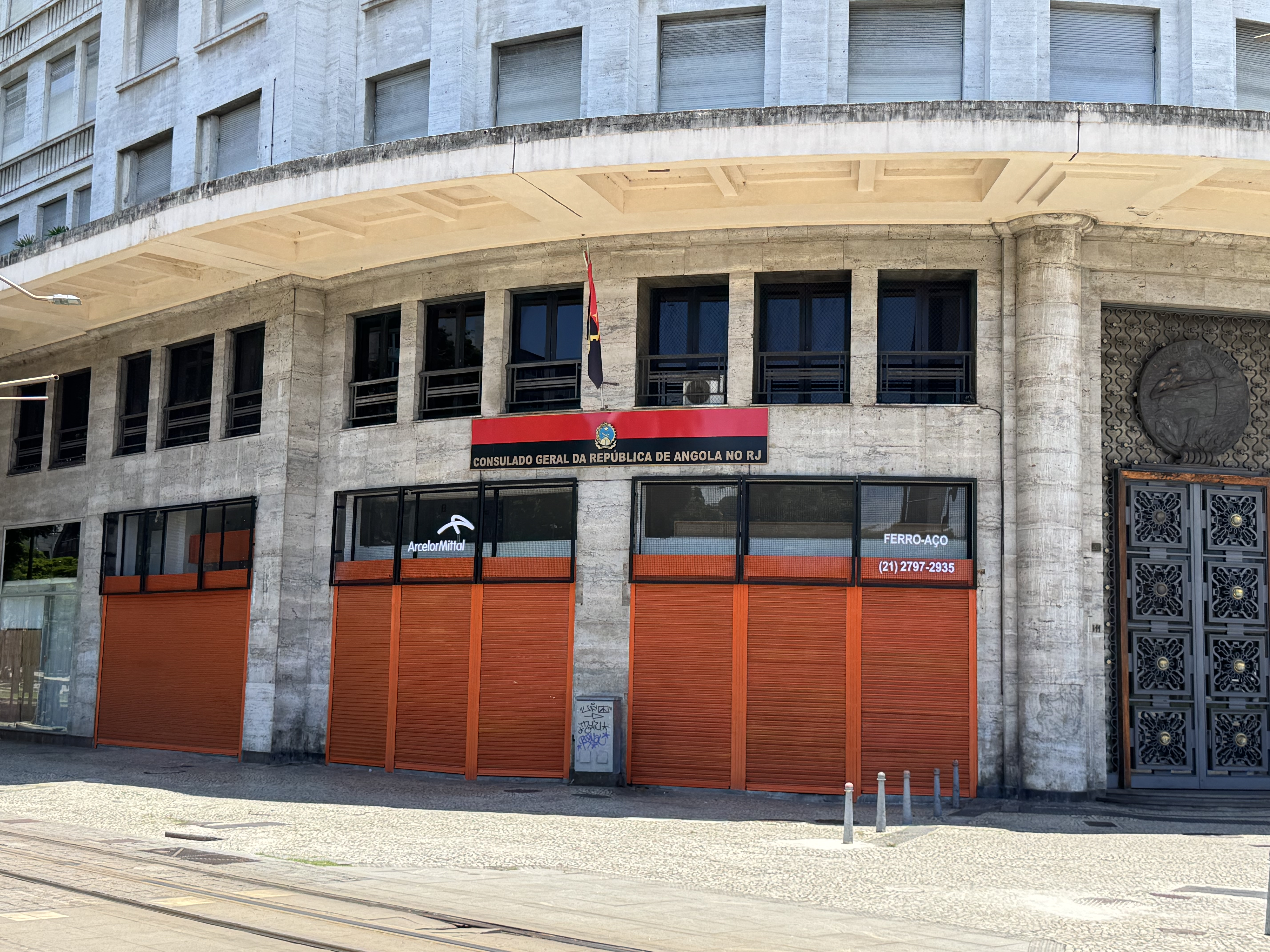
Consulado-Geral de Angola
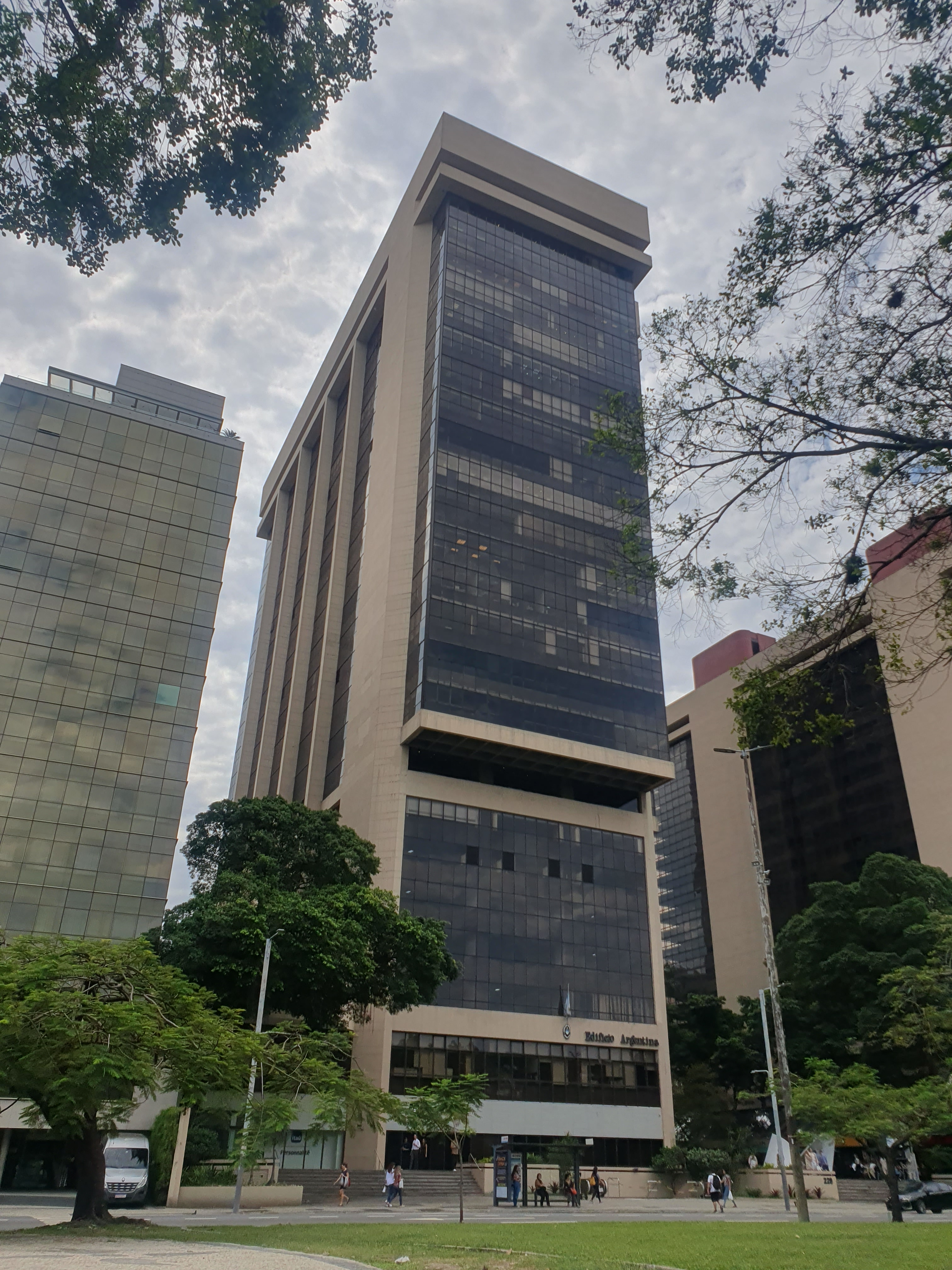
Consulado-Geral da Argentina
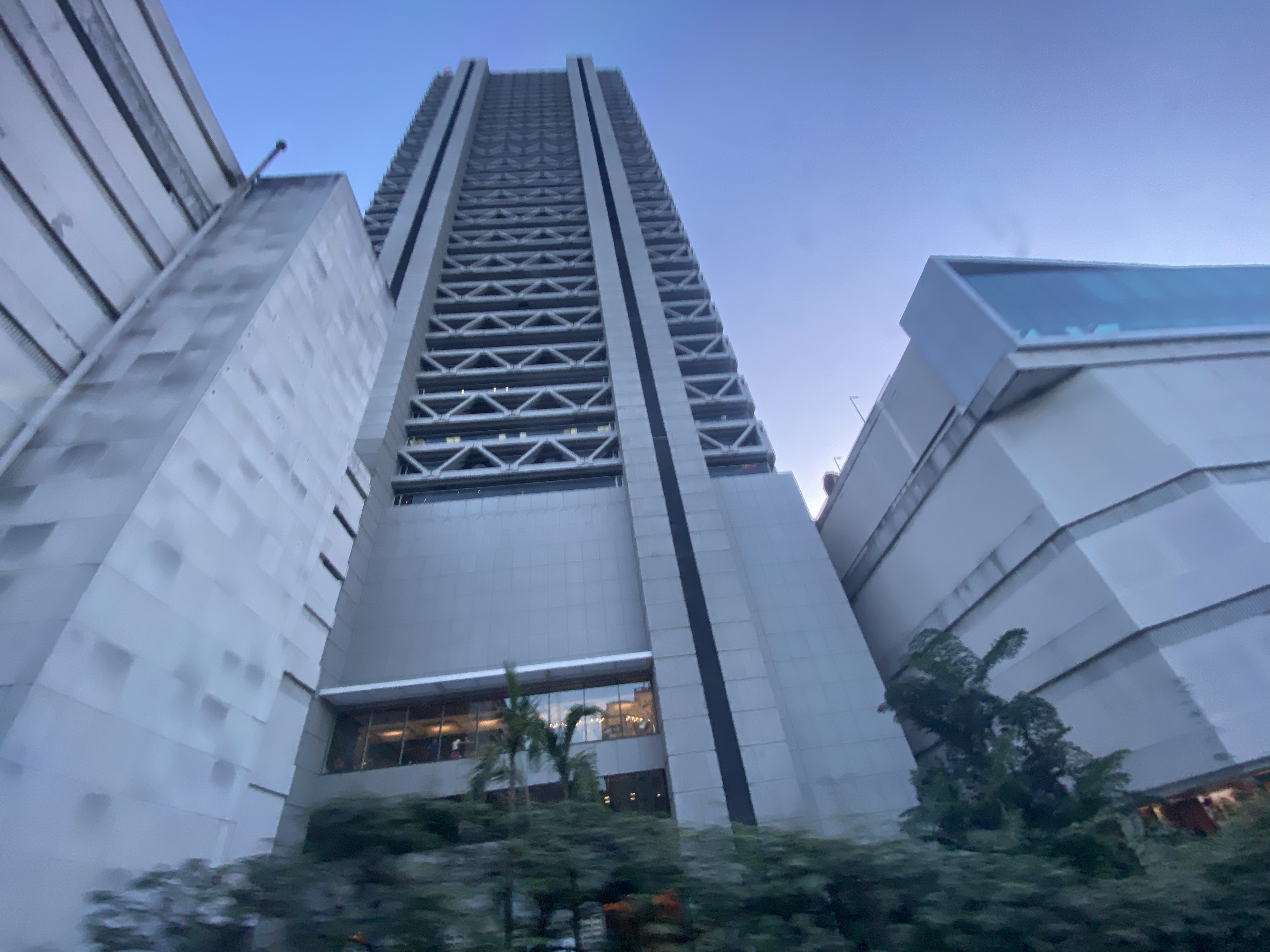
Torre Rio Sul acolhendo os Consulados-Gerais da Bélgica, Noruega e Espanha
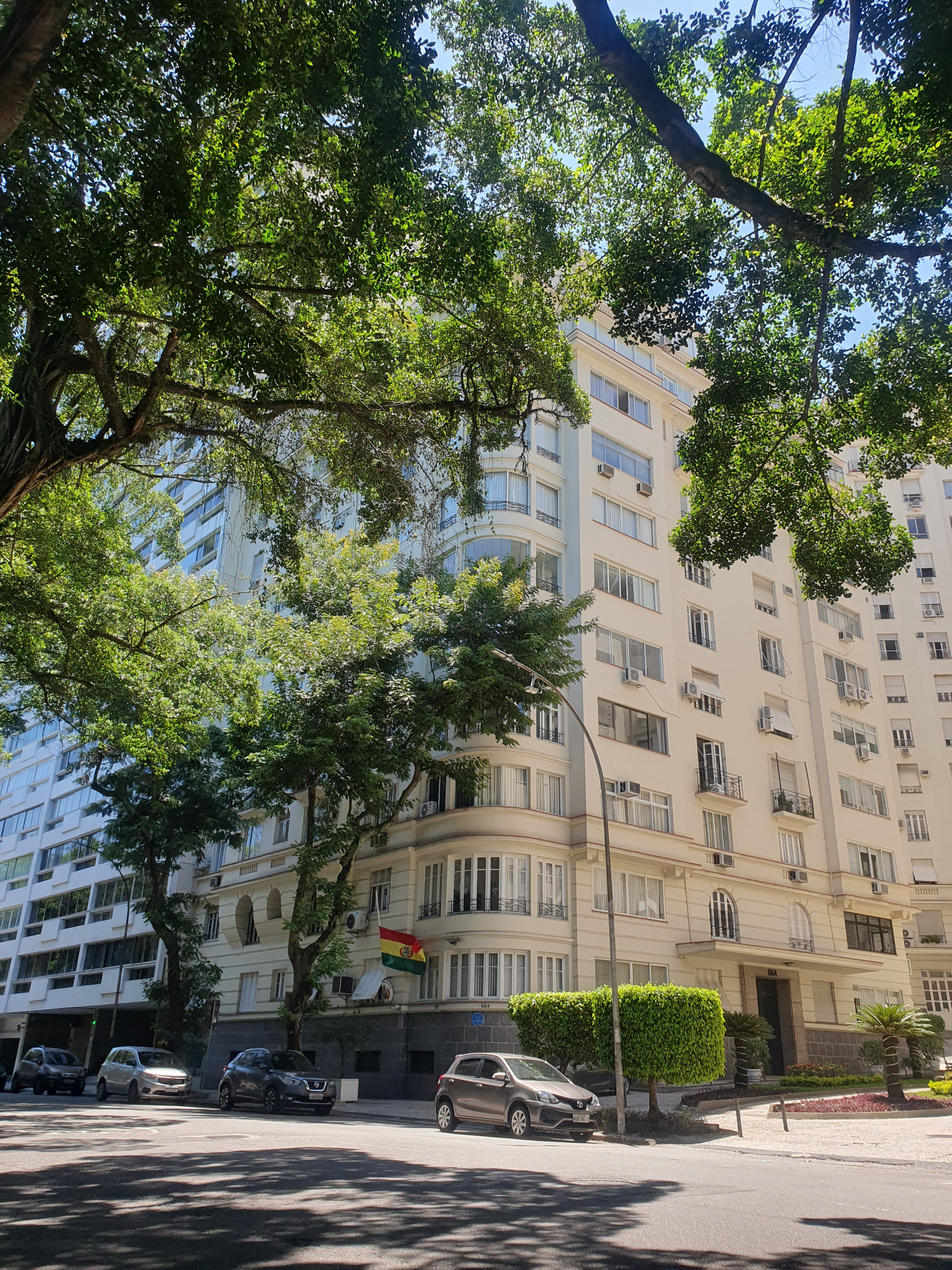
Consulado-Geral da Bolívia
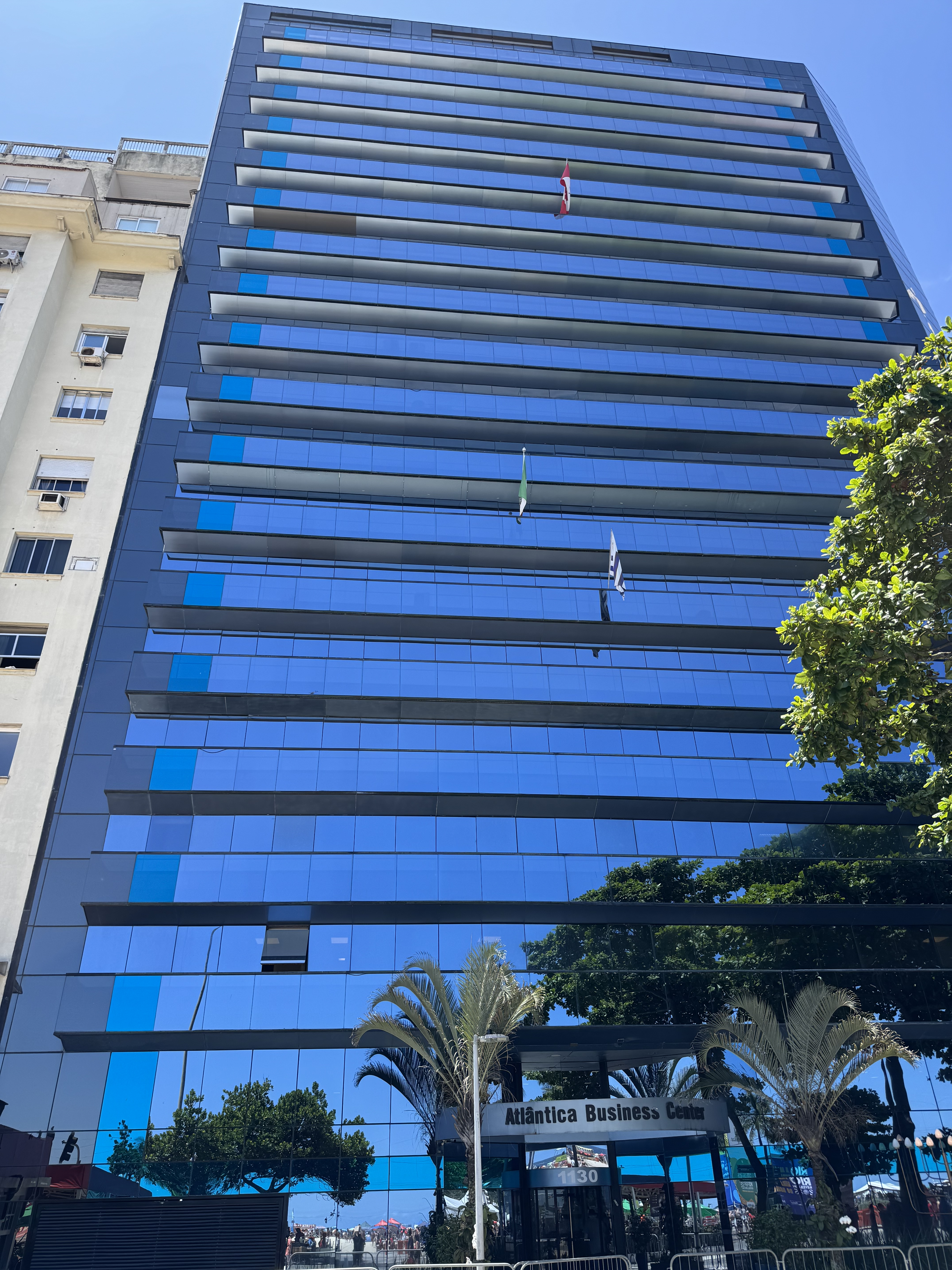
Consulados-Gerais do Canadá, México e Uruguai
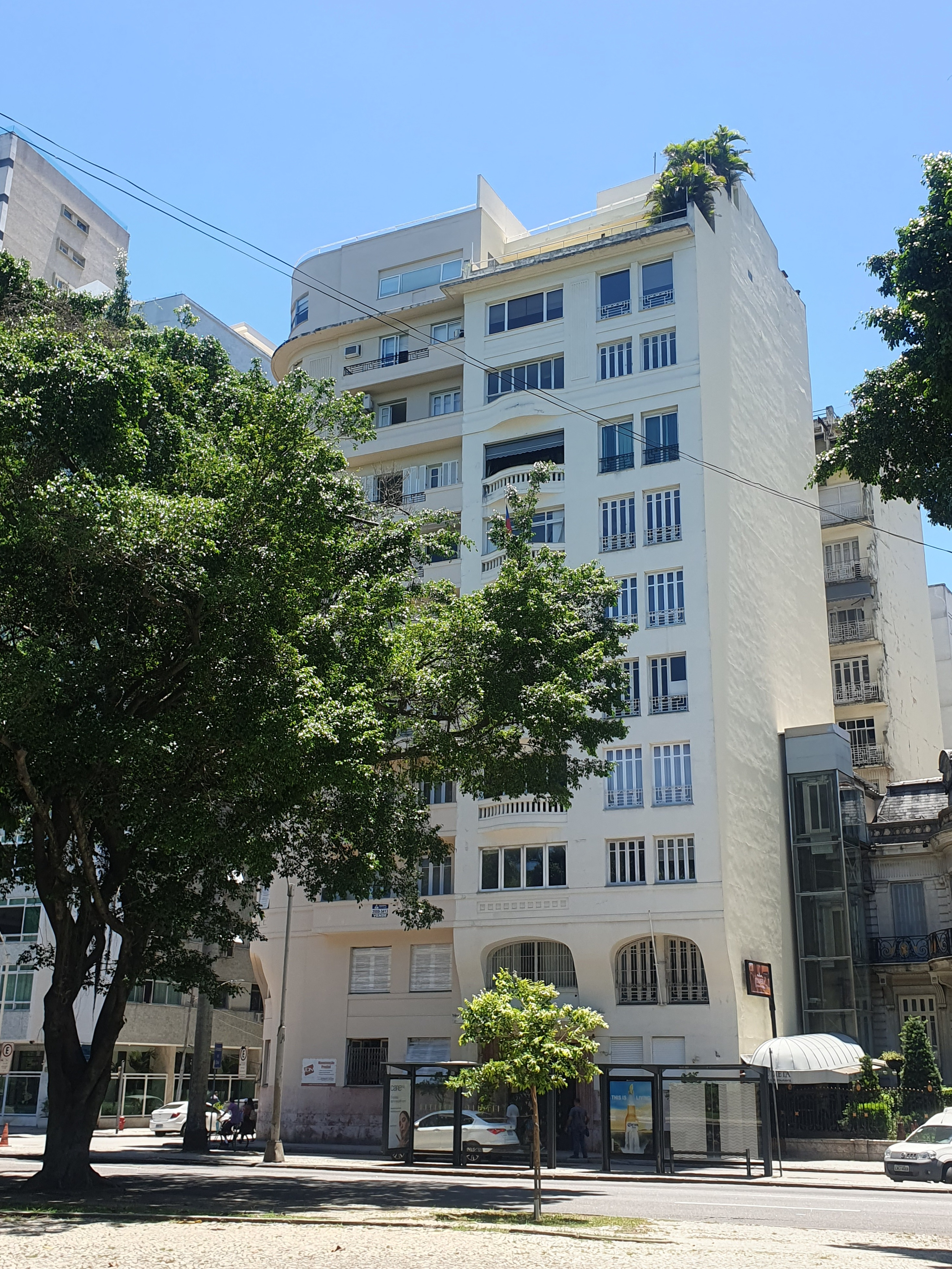
Consulado-Geral do Chile
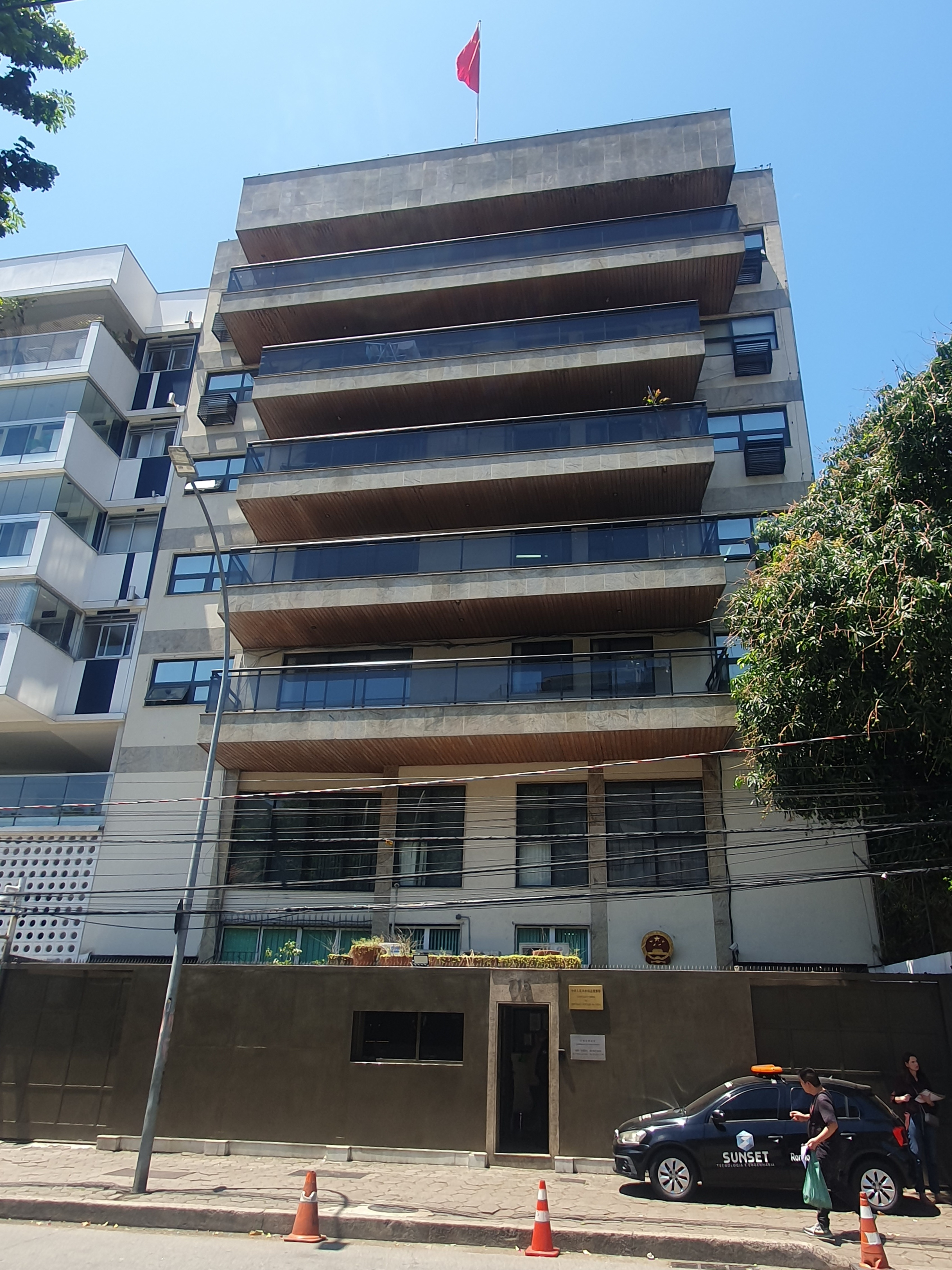
Consulado-Geral da China
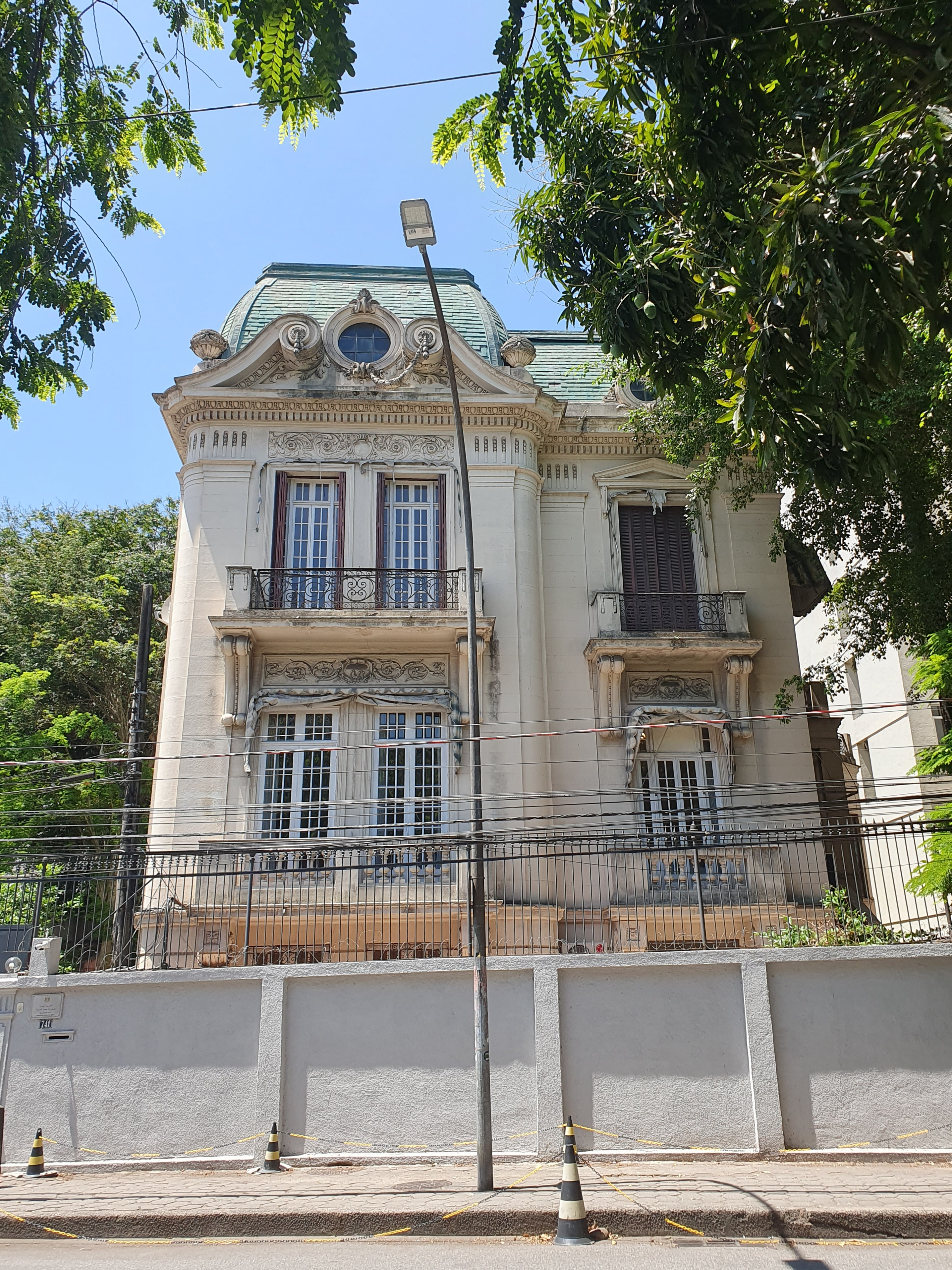
Consulado-Geral do Egito
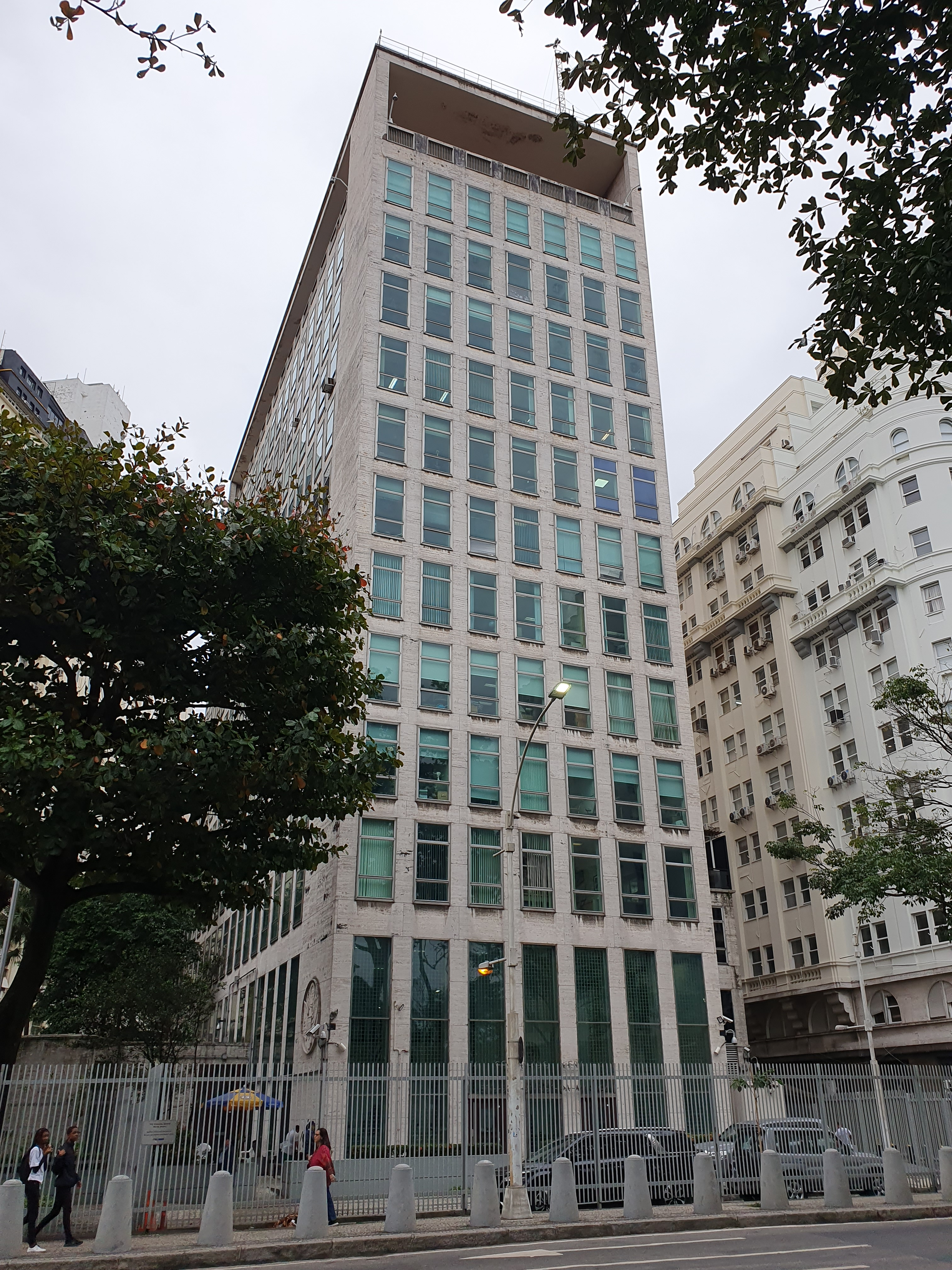
Consulado-Geral dos Estados Unidos
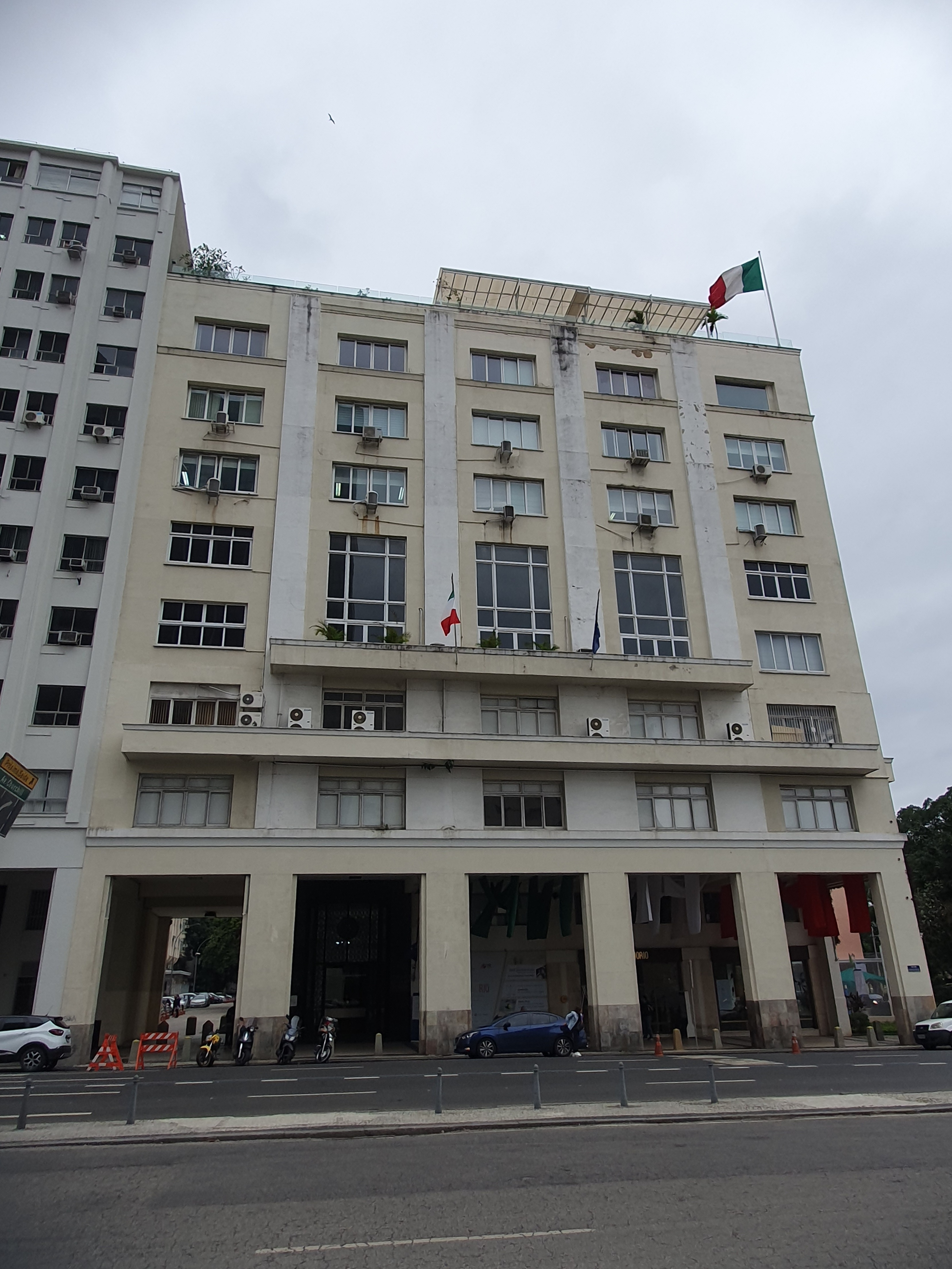
Consulado-Geral da Itália
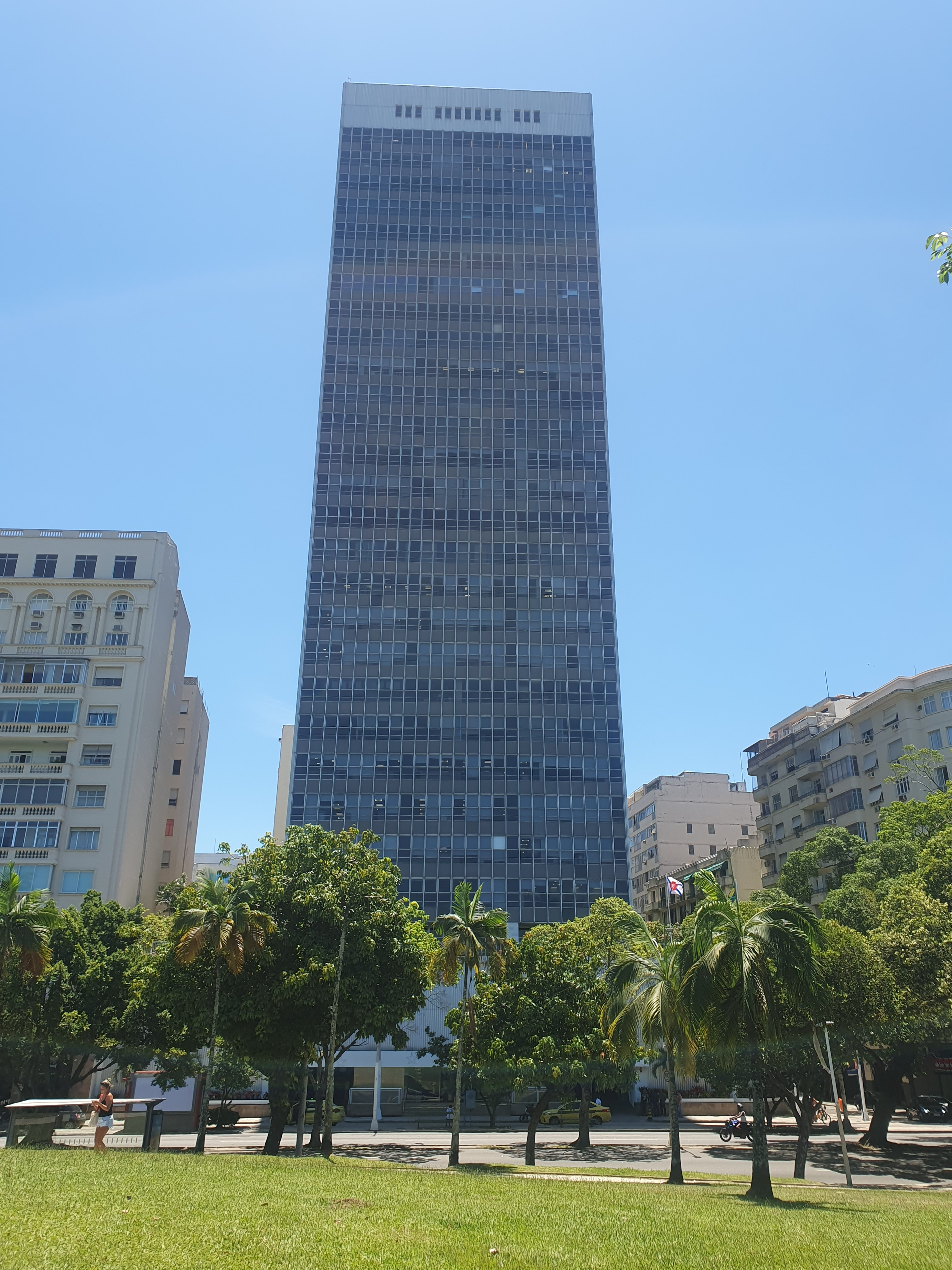
Edifício que sedia o Consulado-Geral do Japão
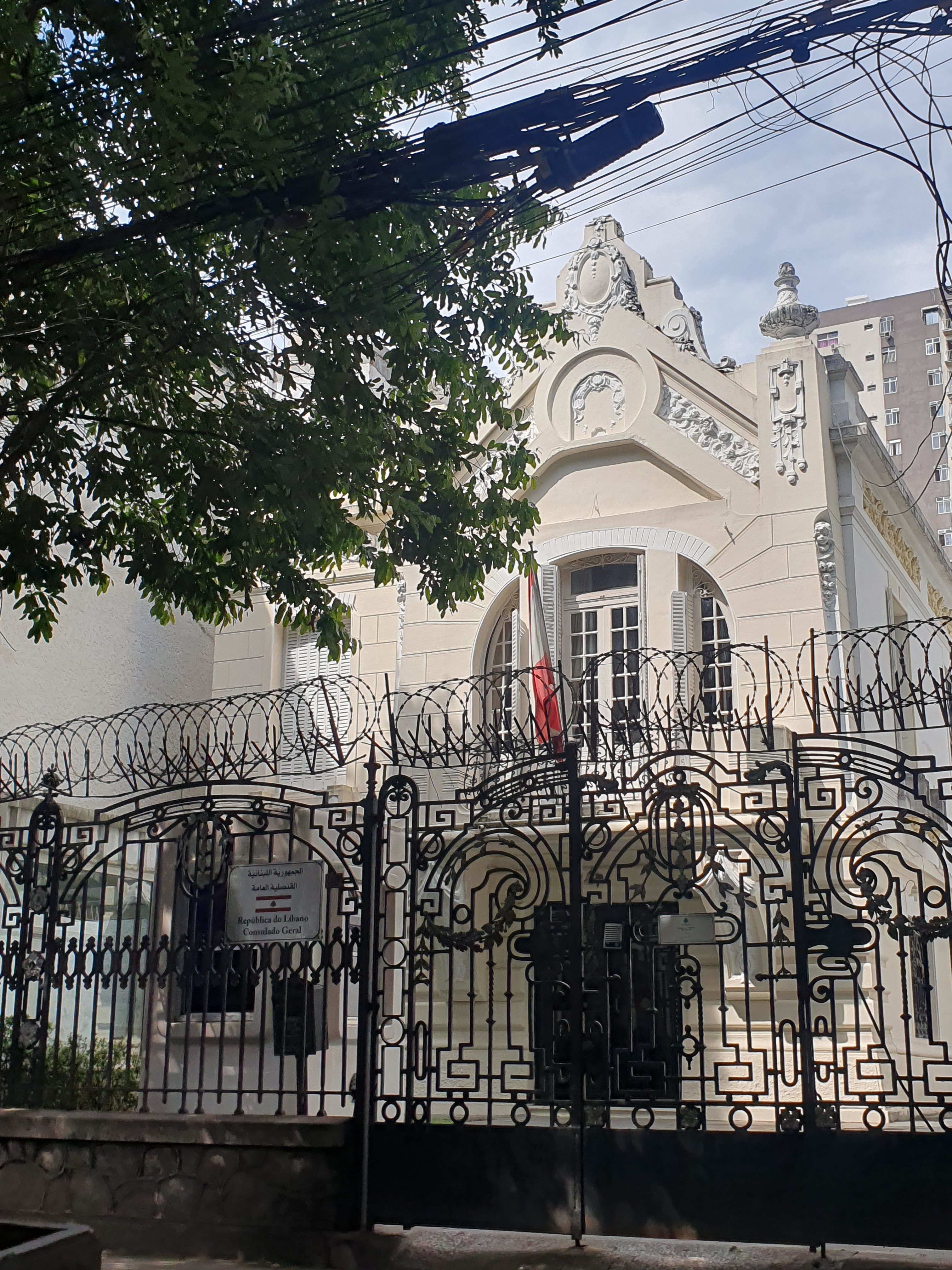
Consulado-Geral do Líbano
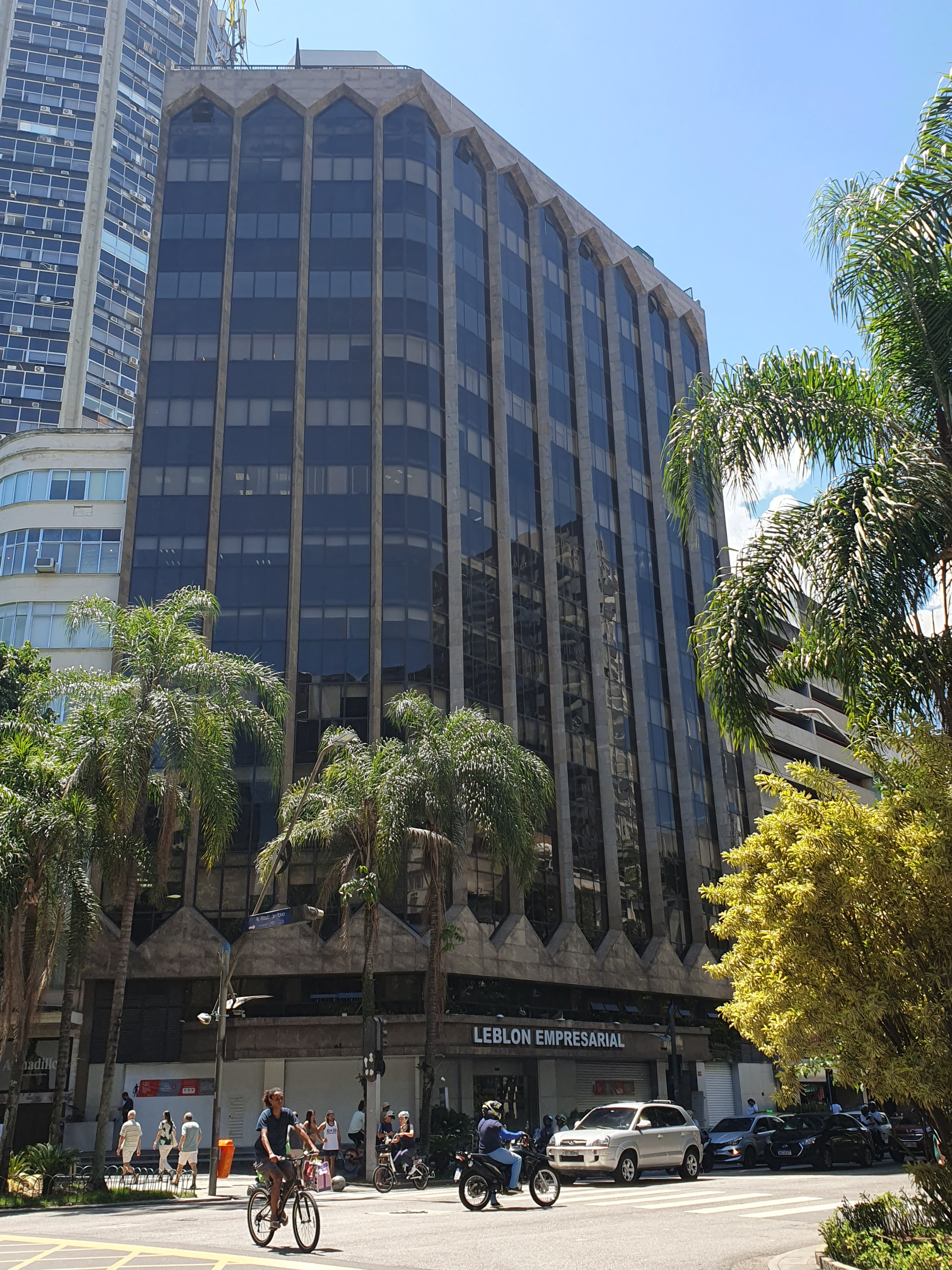
Edifício que sedia o Consulado-Geral dos Países Baixos
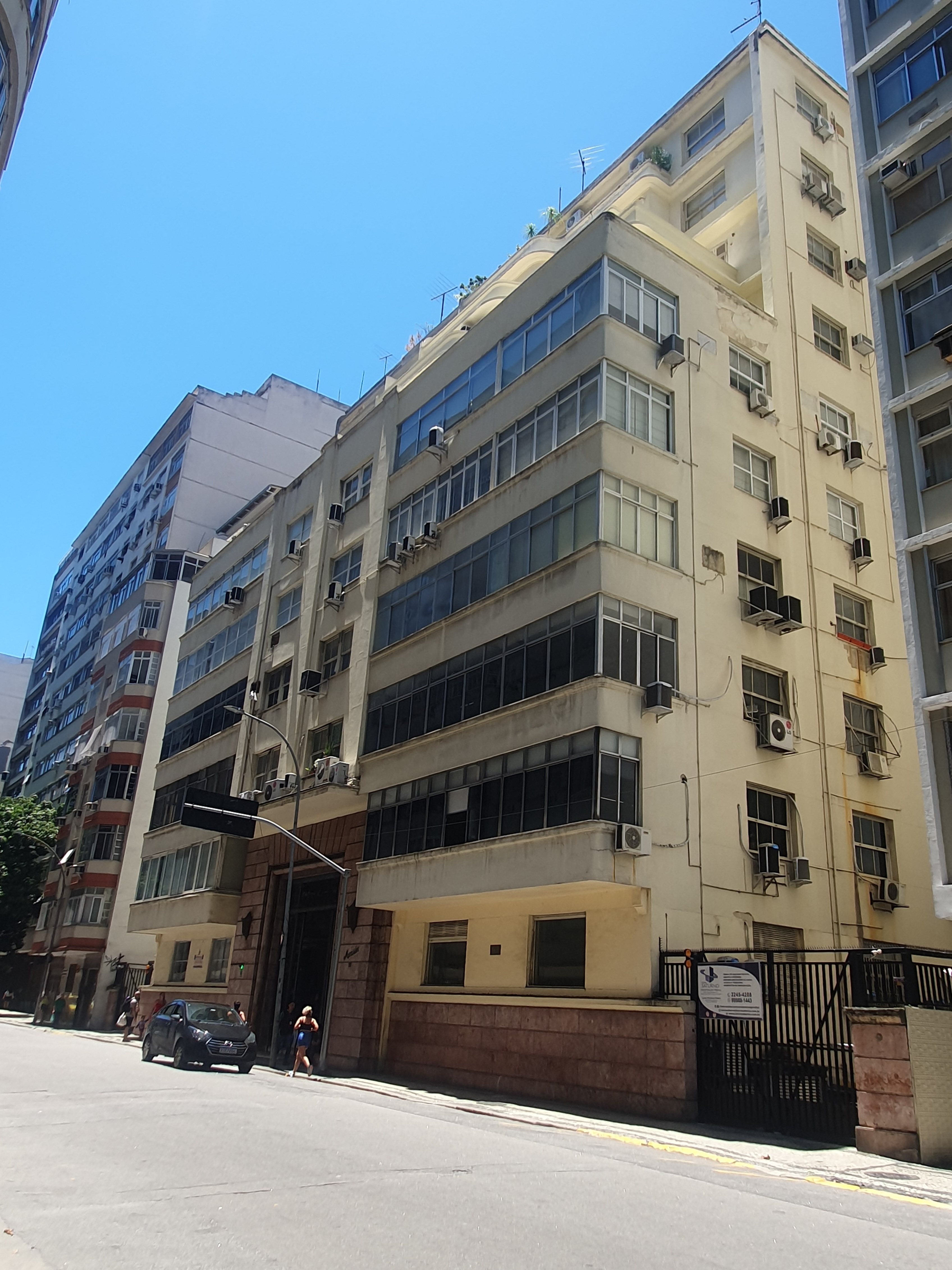
Edifício que sedia o Consulado-Geral do Paraguai
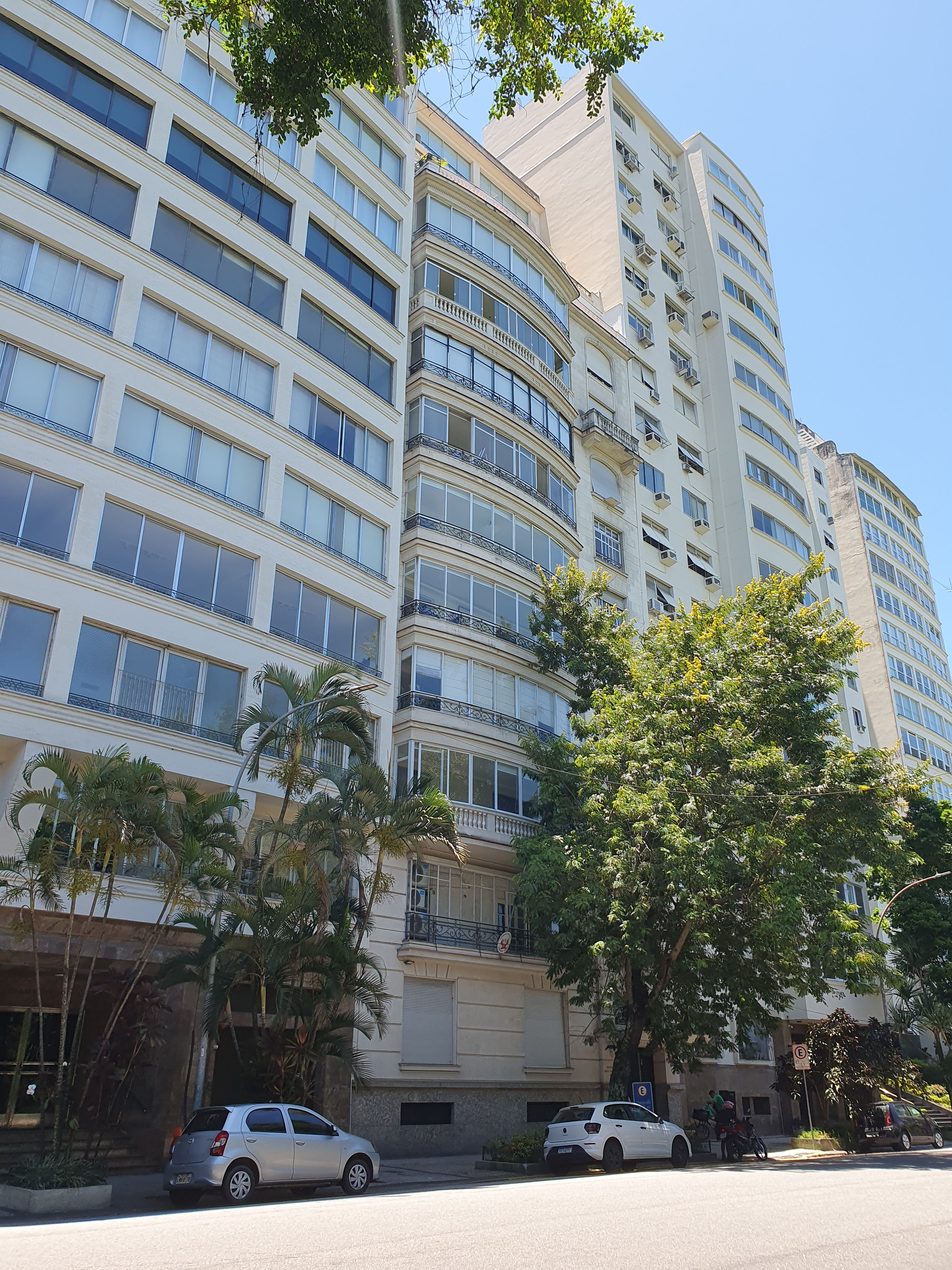
Consulado-Geral do Peru
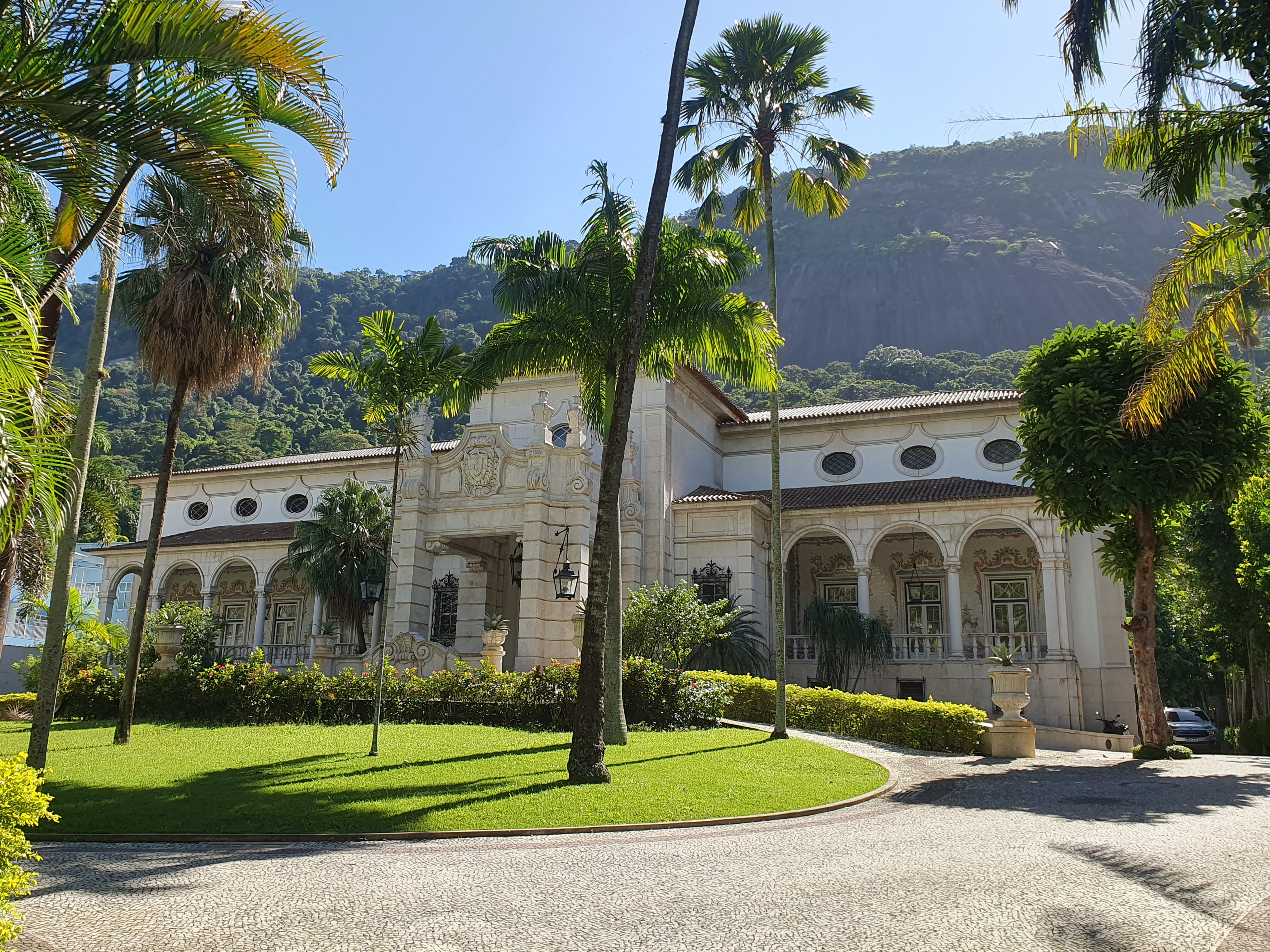
Consulado-Geral de Portugal
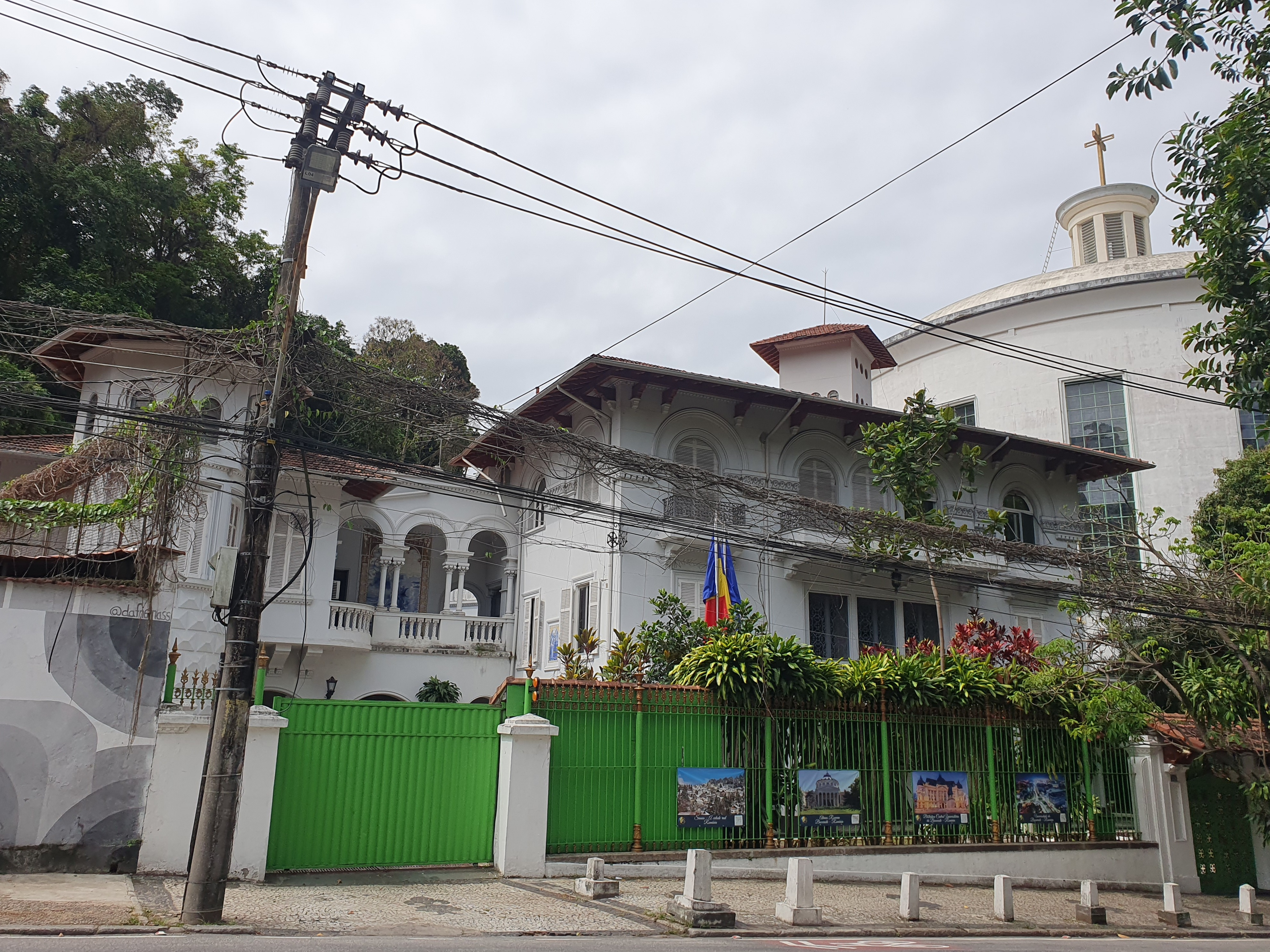
Consulado-Geral da Roménia
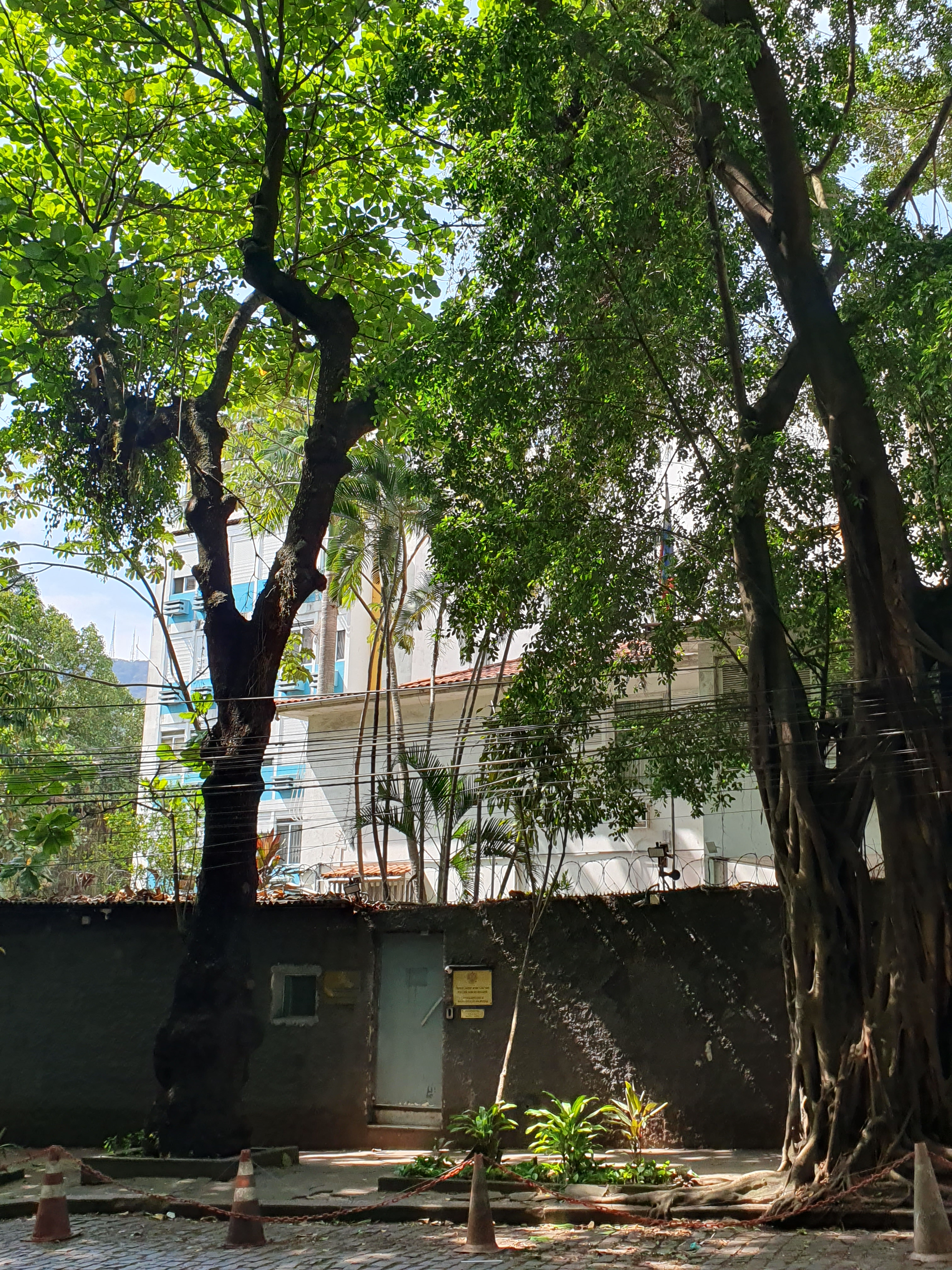
Consulado-Geral da Rússia

Salvador
- Argentina
- Espanha
- Portugal

Sant'Ana do Livramento
- Uruguai

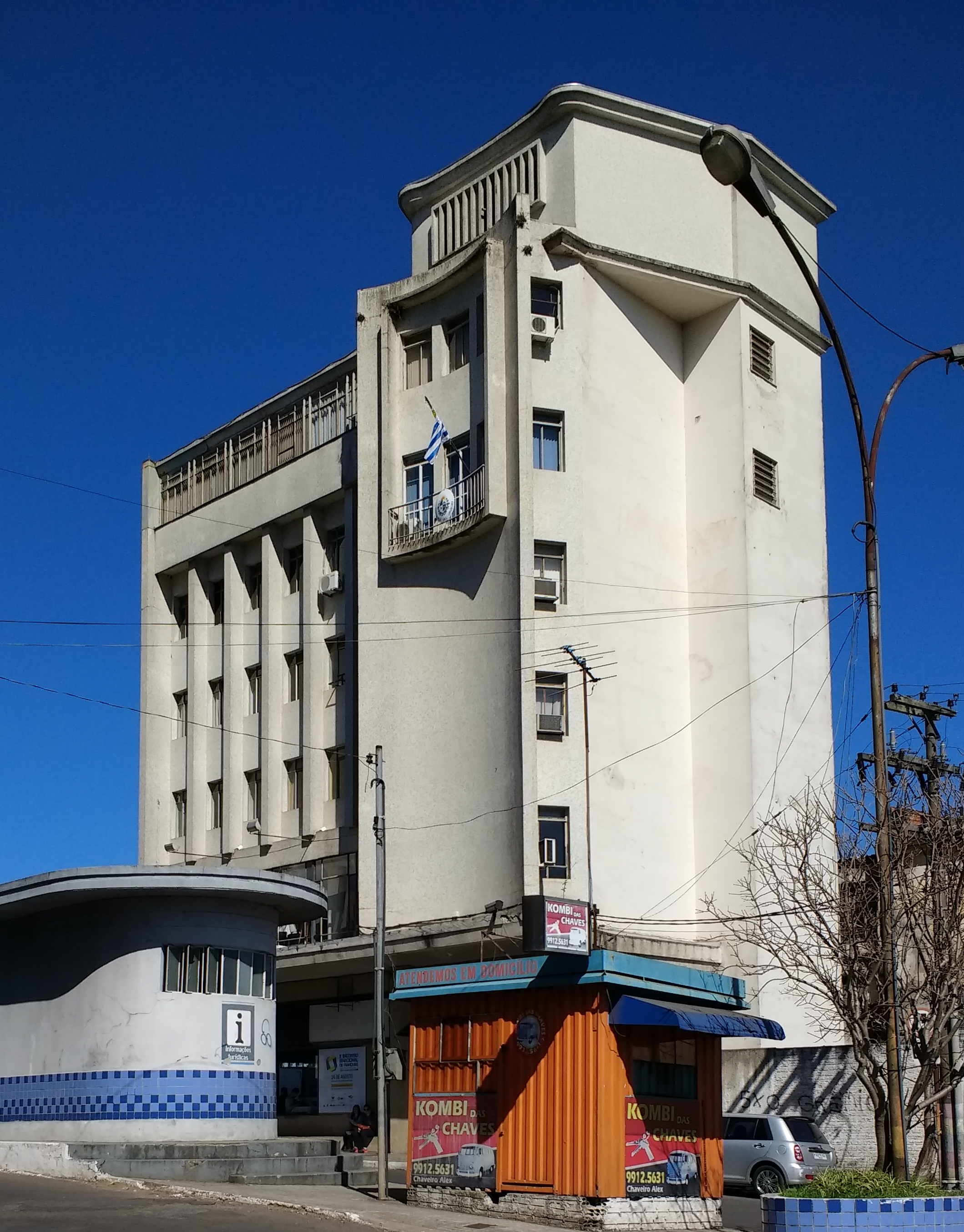
Consulado do Uruguai

Santos, São Paulo
- Panamá
- Portugal

São Paulo
- África do Sul
- Alemanha
- Angola
- Austrália
- Áustria
- Bélgica
- Bolívia
- Canadá
- Chéquia
- Chile
- China
- Colômbia
- Coreia do Sul
- Cuba
- Dinamarca
- Emirados Árabes Unidos
- Equador
- Espanha
- Estados Unidos
- Finlândia
- França
- Grécia
- Hungria
- Índia
- Irlanda
- Israel
- Itália
- Japão
- Lituânia
- Líbano
- México
- Nova Zelândia
- Países Baixos
- Paraguai
- Peru
- Portugal
- Reino Unido
- República Dominicana
- Rússia
- Suíça
- Síria
- Taiwan
- Turquia
- Uruguai

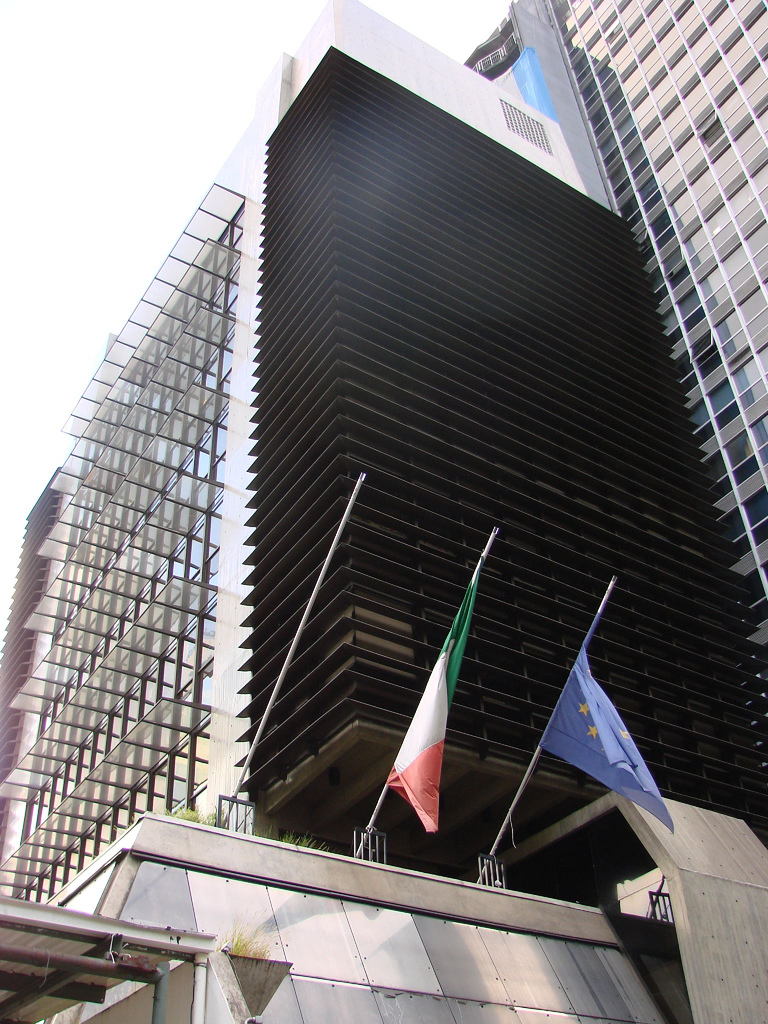
Consulado-Geral da Itália
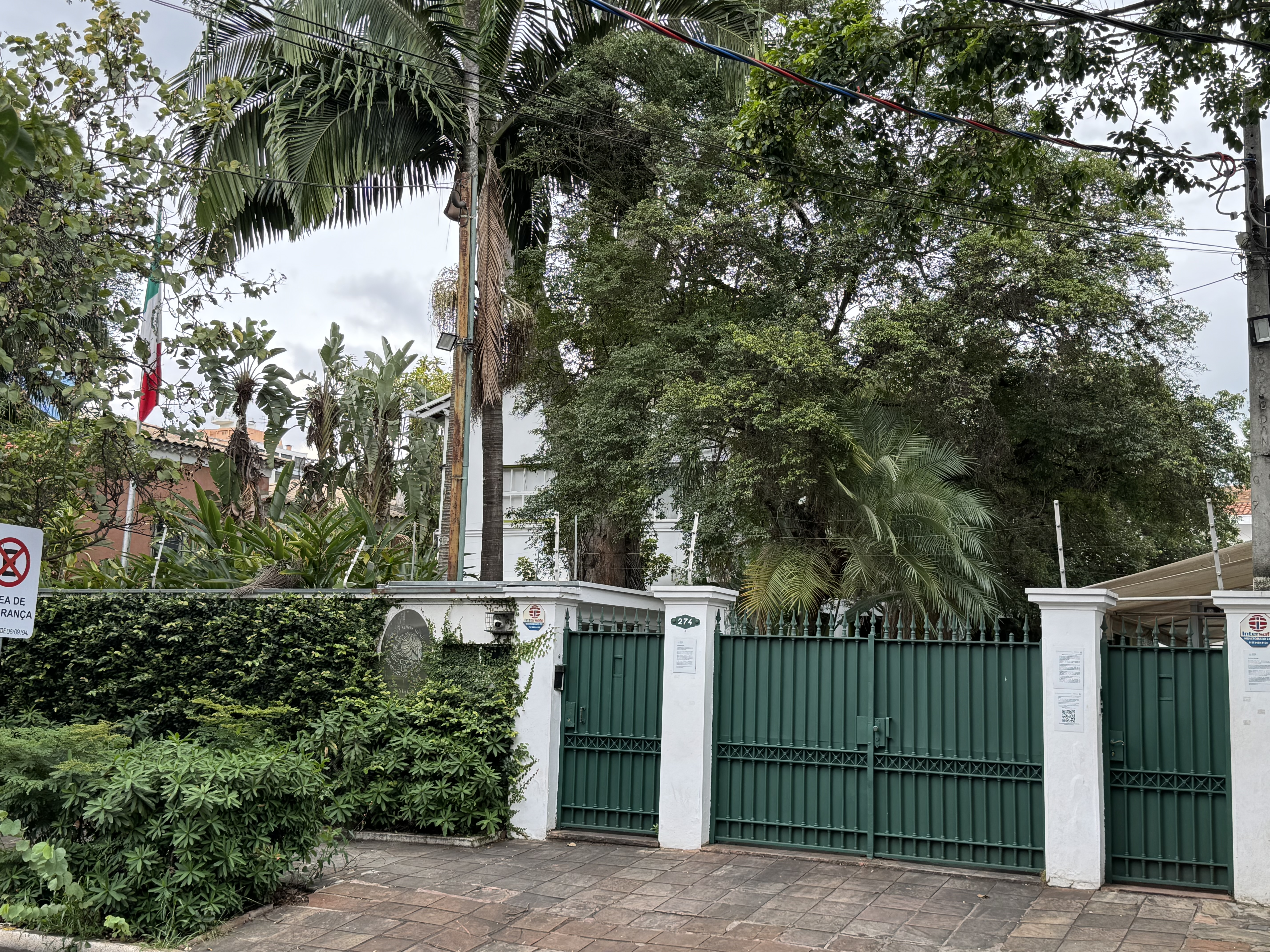
Consulado-Geral do México
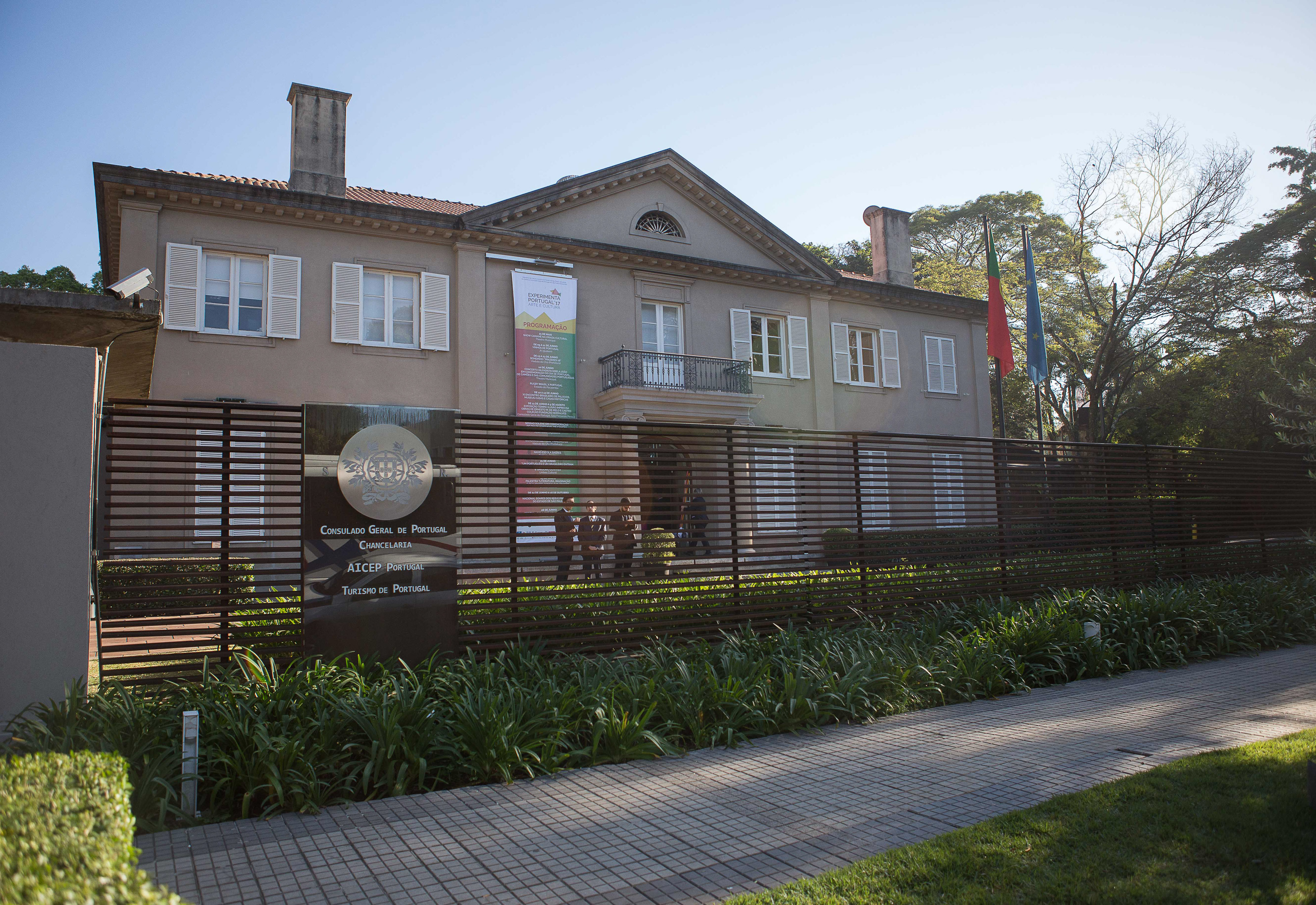
Consulado-Geral de Portugal
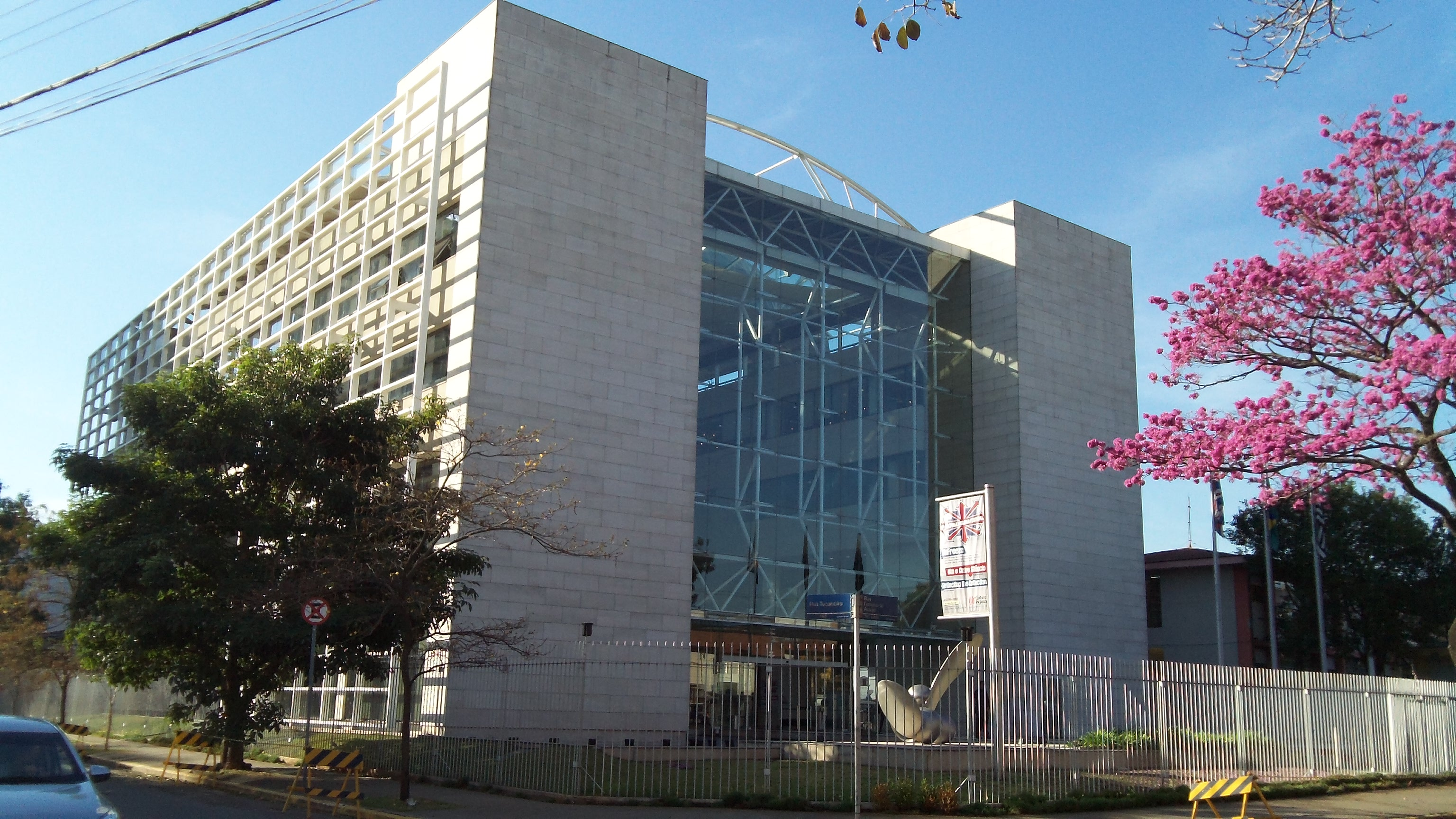
Consulado-Geral do Reino Unido

Tabatinga
- Colômbia

Uruguaiana, Rio Grande do Sul
- Argentina (Consulado)

## Embaixadas não residentes
Residentes em Washington, D.C., salvo indicação ao contrário entre parenteses.
- Afeganistão
- Antígua e Barbuda
- Bahamas (Nassau)
- Butão (Kuwait)
- Belize (Belize)
- Bósnia e Herzegovina
- Brunei (Ottawa)
- República Centro-Africana
- Chade
- Djibuti
- Dominica
- Eritreia
- Estónia (Tallinn)
- Essuatíni (Nova York pelas Nações Unidas)
- Gâmbia
- Granada
- Iêmen (Havana)
- Islândia (Oslo)
- Laos (Havana)
- Lesoto
- Letônia (Lisboa)
- Libéria
- Liechtenstein
- Lituânia (Copenhagen)
- Maldivas (Nova York pelas Nações Unidas)
- Madagáscar
- Macedônia do Norte (Sofia)
- Ilhas Maurícias
- Moldávia
- Montenegro (Buenos Aires)
- Níger
- Papua-Nova Guiné
- Quirguistão
- São Cristóvão e Neves
- Santa Lúcia
- San Marino (San Marino)
- São Vicente e Granadinas (Caracas)[4]
- São Tomé e Príncipe
- Serra Leoa (Abidjan)
- Seicheles
- Sudão do Sul
- Tajiquistão
- Turquemenistão
- Uganda
- Uzbequistão
- Vanuatu (Nova York pelas Nações Unidas)